# Шеньчжень
Шеньчже́нь (кит. 深圳, пін. Shēnzhèn, прямий переклад — «глибока межа») — місто субпровінційного рівня в Китаї, розташоване на півдні провінції Гуандун, межує з Гонконгом. Населення в 2019 році складало 12.12 млн осіб.
Шеньчжень є центром прямих іноземних інвестицій і починаючи з 70-х років XX століття є одним із міст, які швидко розвиваються. Зокрема в місті базується штаб-квартира компанії ZTE. Також місто є другим за інтенсивністю портом у Китаї після Шанхаю.

## Географія

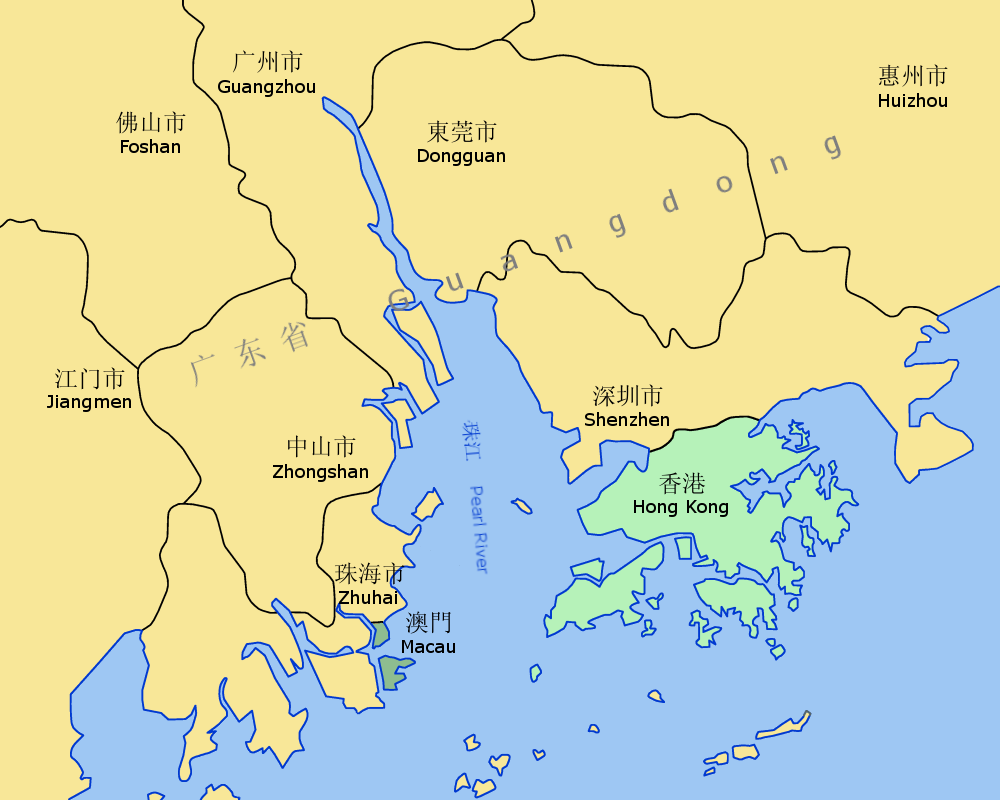
Дельта Перлинної річки

Шеньчжень розміщений у дельті річки Перлинної (Чжуцзян), на півдні він межує з Гонконгом, на північному заході — з містом Дунгуань (відстань між центральними частинами обох міст становить близько 60 км), на північному сході — з містом Хуейчжоу. Дунгуань відокремлює Шеньчжень від столиці провінції Гуандун міста Гуанчжоу (відстань від центру Шеньчженя до центру Гуанчжоу становить близько 100 км). На протилежному березі естуарію річки Перлинної за 60 км на південний захід від Шеньчженя знаходяться міста Чжухай та Макао. Кордон з Гонконгом проходить уздовж річок Шеньчжень (Шамчунь, кит.: 深圳 河) і Шатоуцзяо (Шатаукок, кит.: 沙头角 河). Площа міста субпровінціального рівня Шеньчжень становить 1989 км² (за іншими даними — 1953 і 2050 км²).

### Клімат
Шеньчжень розташований в субтропічній зоні Китаю, на Північному тропіку, і має жаркий та вологий субтропічний клімат. Через вплив Південно-Китайського моря зима в цьому регіоні м'яка та відносно суха, а заморозки бувають вкрай рідко. Початок весни та остання частина осені, зазвичай, сухі, але з квітня кількість опадів різко зростає та сезон дощів триває до середини жовтня (весняна погода часто супроводжується грозами та туманами). На літній період припадає пік мусонів; крім того, влітку і на початку осені через Шеньчжень часто проходять тайфуни. Найсприятливіший час року для відвідування Шеньчженю триває з жовтня по грудень, коли встановлюється прохолодна і суха погода. У середньому річна кількість опадів становить 1933—2214 мм. Середня температура повітря взимку становить 15-17 градусів тепла, навесні — 18-26 градусів, влітку — 28-30 градусів, восени — 27-21 градусів (середньорічна температура коливається в діапазоні 22,4-22,9 градусів тепла).
| Клімат Шеньчженя        | Клімат Шеньчженя | Клімат Шеньчженя | Клімат Шеньчженя | Клімат Шеньчженя | Клімат Шеньчженя | Клімат Шеньчженя | Клімат Шеньчженя | Клімат Шеньчженя | Клімат Шеньчженя | Клімат Шеньчженя | Клімат Шеньчженя | Клімат Шеньчженя | Клімат Шеньчженя |
| Показник                | Січ.             | Лют.             | Бер.             | Квіт.            | Трав.            | Черв.            | Лип.             | Серп.            | Вер.             | Жовт.            | Лист.            | Груд.            | Рік              |
| Середній максимум, °C   | 19               | 19               | 22               | 26               | 29               | 30               | 32               | 31               | 30               | 28               | 24               | 21               | 25               |
| Середня температура, °C | 14               | 15               | 18               | 22               | 25               | 27               | 28               | 28               | 27               | 24               | 20               | 16               | 22               |
| Середній мінімум, °C    | 10               | 12               | 15               | 19               | 22               | 24               | 25               | 25               | 23               | 20               | 16               | 12               | 18               |
| Норма опадів, мм        | 27               | 50               | 67               | 147              | 247              | 305              | 316              | 336              | 265              | 46               | 37               | 24               | 1867             |
| ----------------------- | ---------------- | ---------------- | ---------------- | ---------------- | ---------------- | ---------------- | ---------------- | ---------------- | ---------------- | ---------------- | ---------------- | ---------------- | ---------------- |
| Джерело: Weatherbase    |                  |                  |                  |                  |                  |                  |                  |                  |                  |                  |                  |                  |                  |

### Рельєф
Спочатку територію Шеньчженя займали горбисті області з родючими землями, однак після того, як місто було оголошено спеціальною економічною зоною, тутешній ландшафт зазнав значних змін. Постійне розширення площ, зайнятих під житлову та промислову забудову, призвело до зривання пагорбів та вирубці лісів. Зараз збереглися лише три значних височини — Утуншань (найвища вершина міста має 944 м), Ляньхуашань та Біцзяшань. У Шеньчжені є понад 300 річок та струмків, які пов'язані з системою річок Чжуцзян і Дунцзян, а також із затоками. Загальна протяжність берегової лінії — 230 км.

### Рослинність

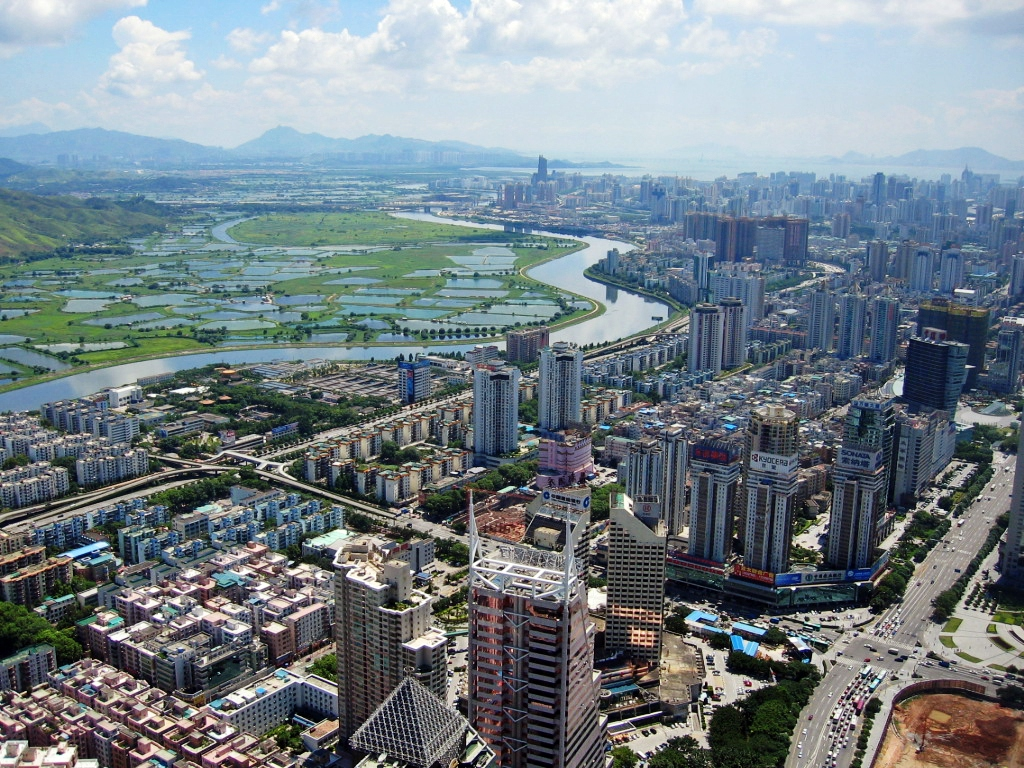
Річка Шеньчжень (Шам-Чунь)

Найбільші зелені масиви Шеньчженя збереглися в національному парку Дапен, національному парку Утуншань (на кордоні районів Яньтянь та Лоху), лісовому парку Янтайшань (Баоань) і в околі озера Сілі (Наньшань). Крім того, в місті налічується понад 20 міських парків, найпопулярнішими з яких є Ляньхуашань, Чжуншань та Лічжи. Офіційними деревами Шеньчженя є лічі та мангри (в західній частині міста існує навіть мангровий природний заповідник), а офіційною квіткою — бугенвілія. У передмістях Шеньчженя вирощують овочі, лічі, груші, апельсини, манго та близько 150 видів лікарських трав.

### Екологія
Дельта Перлинної річки є визнаним рушієм китайської економіки протягом останніх 30 років, на неї припадає близько 40 % ВВП країни, і це не могло не відзначитися на екології регіону. Очисні споруди часто не дають раду з обсягом каналізаційних та промислових стоків, що шкодить тутешній популяції білих дельфінів, у багатьох районах дельти часто спостерігається смог. Останнім часом муніципальні власті проводять політику виведення за межі міста «брудних» та енергоємних виробництв, замінюючи їх екологічно чистими підприємствами та сферою послуг. У Шеньчженю існує 220 проєктів щодо збереження прісної води, в тому числі 172 водосховища загальним об'ємом 579 млн куб. метрів. Найбільше з них — шеньчженське водосховище (понад 40 млн куб. метрів), яке забезпечує питною водою не лише Шеньчжень, але і сусідній Гонконг.

## Етимологія

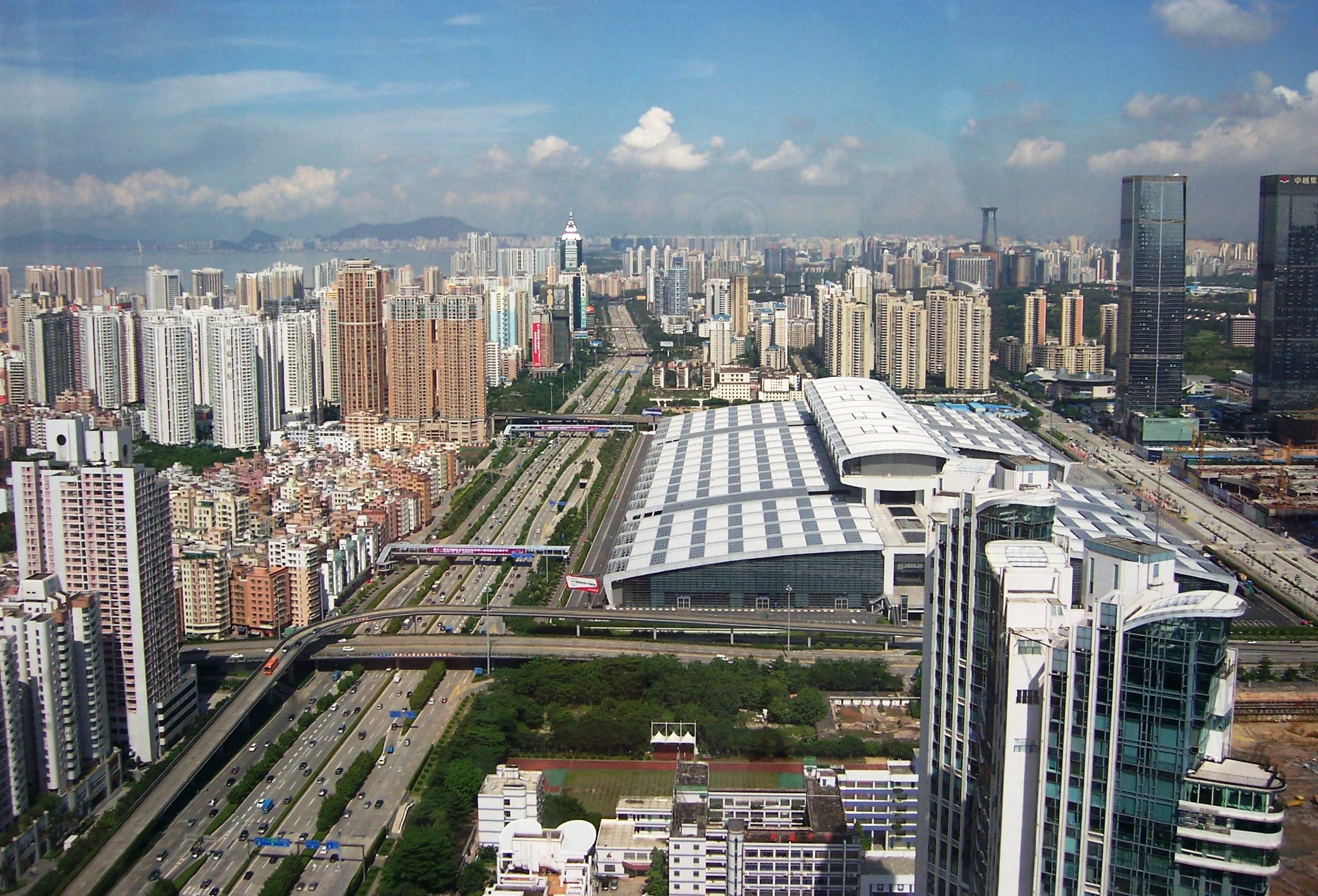
Сучасний Шеньчжень

Назва міста походить від поєднання двох ієрогліфів «Шень» та «Чжень», що в перекладі означає «глибока межа», «глибокий дренаж», «глибокий рів» або «глибокий стік» (місцеві жителі називали систему зрошувальних каналів на рисових полях «Чжень» або «Чонг»). Ієрогліф «чжень» (кит.: 圳) зустрічається лише в Південному Китаї, до провінції Чжецзян на півночі, й імовірно поширився в тутешніх місцях за часів династії Сун. Найперша згадка назви Шеньчжень датується 1410 роком, у часи імперії Мін. Місцеві жителі асоціюють назву Шеньчжень зі старою частиною міста, а саме — до області вулиці Дунмен (Лоху), що виникла на місці польдера. Також до липня 2010 року назва Шеньчжень мала два значення — шеньчженська вільна економічна зона, що охоплювала лише чотири міські райони, і місто субпровінційного значення Шеньчжень, до складу якого входили та приміські райони (зараз ВЕЗ займає всю територію міста субпровінційного значення).

## Історія

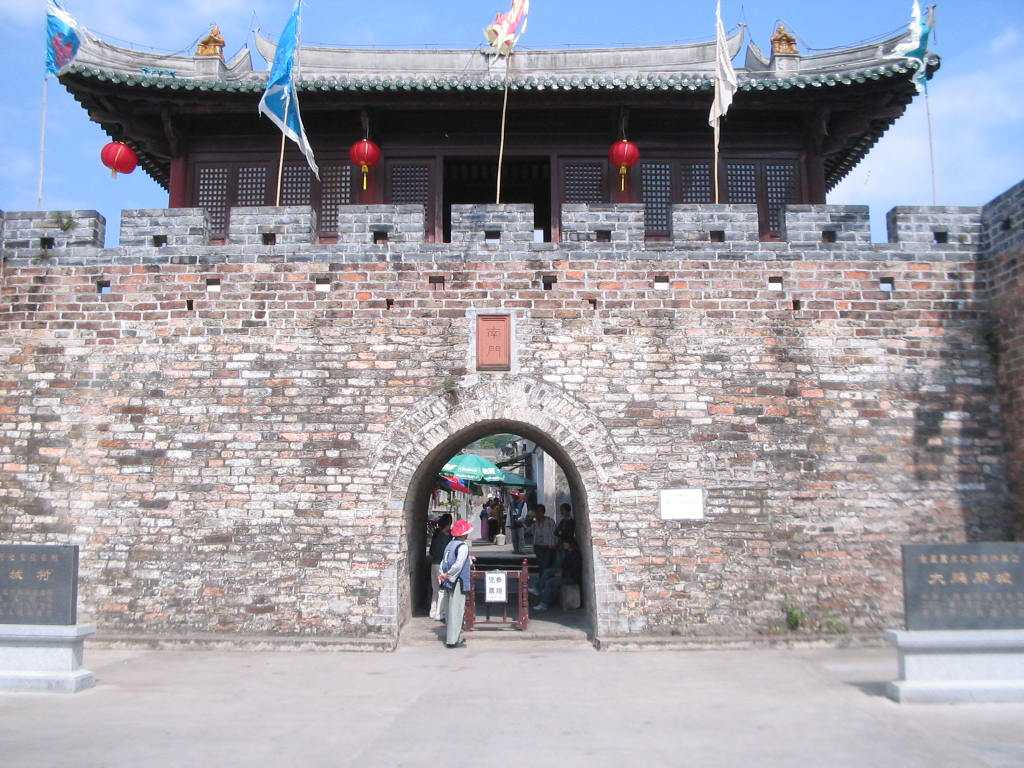
Фортеця Дапен

Спочатку на тутешніх прибережних землях мешкало плем'я байюе (кит.: 百越), що промишляло рибальством, але з III століття до н. е. сюди потягнулися китайські колоністи. У часи династії Хань район сучасного Шеньчженя був центром державної соляної монополії та перебував під імператорським захистом (сіль і досі виробляють біля річки Чжуцзян, на захід від міста, а назва району Янтянь (кит.: 盐田) означає «соляні поля»). У період династії Хань і епохи Трьох царств тутешні райони Баоань та Дунгуань входили до складу єдиного повіту Боло (кит. 博罗, пін. Bóluó). У IV столітті за династії Цзінь був створений окремий повіт Баоань, що входив до складу провінції Дунгуань (кит. 东官, пін. Dōngguān, Tung Kwun), яка охоплювала територію сучасних міст Шеньчжень та Дунгуань. Місто Нанту (кит. 南头, пін. Nántóu), розміщене на місці сучасного району Наньшань, було центром цієї провінції, пізніше воно було знане як Баоань (кит. 宝安, пін. Bǎo'ān, Po On), Дуньмень (кит. 屯门, пін. Túnmén, Tuen Mun) та Сіньань (кит. 新安, пін. Xīn'ān, San On). Хроніки VIII століття повідомляли, що іноземні кораблі, що прямували до Гуанчжоу, робили зупинку в Нанту, а місцевий гарнізон охороняв південні підступи до дельти річки Чжуцзян. 757 року під час правління династії Тан провінція Dōngguān (东官) була перейменована на Dōngguǎn (东莞).
У кінці правління династії Південна Сун, 1279 року, в районі Шеньчженя загинув останній імператор, що переховувався від переслідування хана Хубілая (наприкінці XIX століття на місці ймовірної смерті імператора в області Чіванов, що на території району Наньшань, була навіть зведена символічна гробниця). За династії Юань до традиційної торгівлі сіллю та спеціями додалося виробництво перлів. Засновник династії Мін Чжу Юаньчжан (1368—1398) був змушений призначити в регіон свого представника, в обов'язки якого входив захист місцевого населення від банд грабіжників. Наприкінці XIV століття, коли імперія Мін стала зміцнювати берегові оборонні споруди, Нанту (відомий тоді як Сіньань) був обнесений значною стіною та перетворився на головну військово-морську базу Китаю в гирлі річки Чжуцзян (деякі фрагменти стіни та воріт мінської епохи збереглися до наших днів). Тоді ж тут виникли великі господарства, що належали імператорській родині. На початку XV століття флот Чжен Хе потрапив у сильний шторм, і в подяку за порятунок команда побудувала на місці сучасного району Чіванов храм, присвячений богині Тяньхоу (відтоді зародилася традиція, за якою всі експедиції, які вирушали до Південно-Східної Азії, молилися в цьому храмі перед відплиттям). 1521 року китайський флот, що базувався в Сіньань, завдав поразки португальській ескадрі під командуванням Фернана Переса де Андраде (ця битва відбулася в протоці між Шекоу та островом Ліндін).

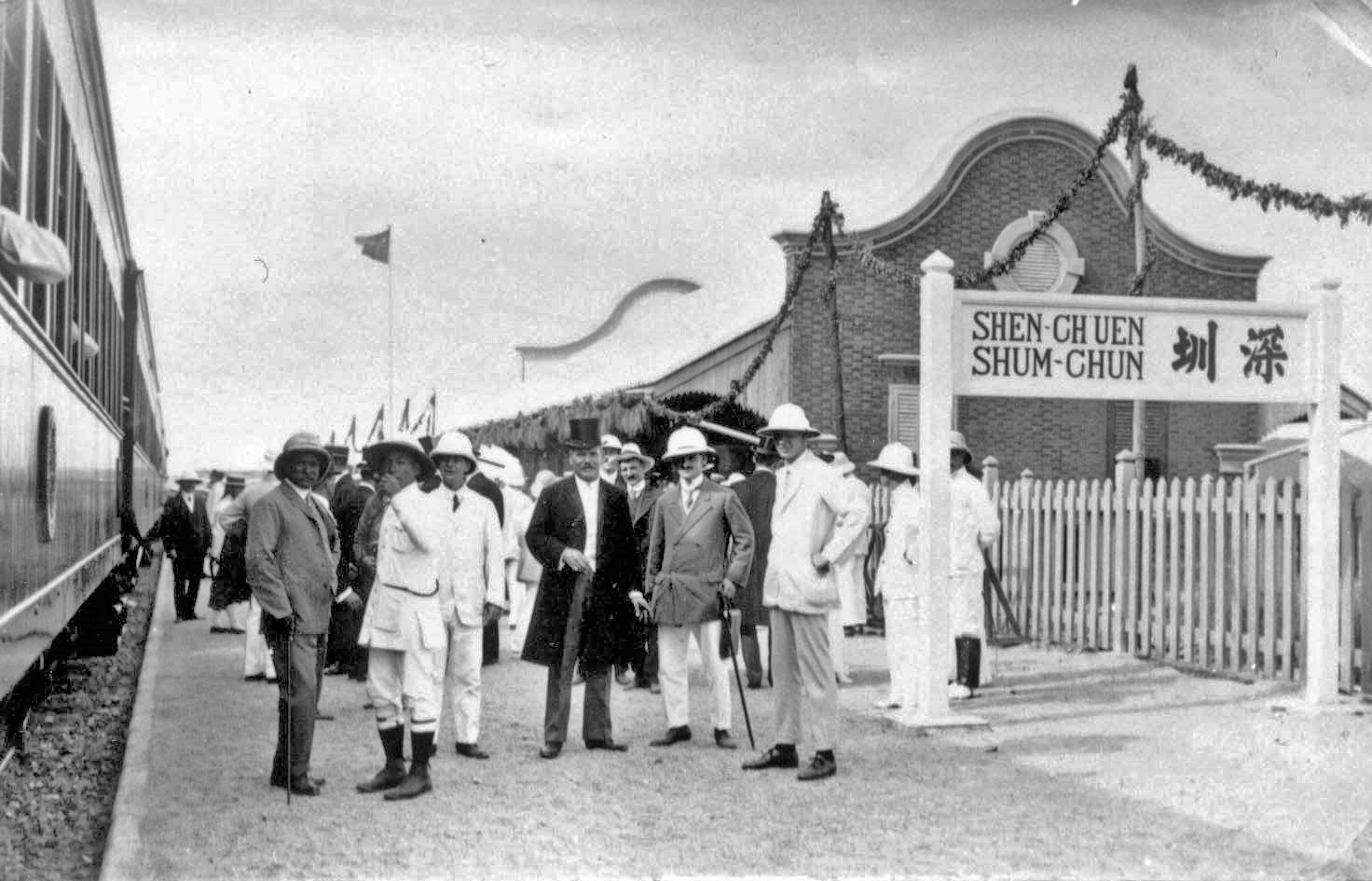
Відкриття залізниці Кантон — Коулун, 1911

1573 року за імператора Чжу Іцзюнь повіт Сіньань увійшов до складу провінції Гуандун як самостійна одиниця, відокремившись від повіту Дунгуань, а господарства імператорської вотчини були істотно розширені (основу економіки становили сіль, чай, спеції і рис). У період імперії Цин Сіньань, до якого належала й територія материкової частини сучасного Гонконгу, був одним з 14 повітів Гуандуна. Під час «Великої чистки» або «Великий евакуації» (1661 — 1669 року), коли цинські війська виганяли з прибережних районів прихильників династії Мін, велика частина населення повіту Сіньань була насильно виселена в глиб країни, а сам повіт розформований (відновлений лише 1684 року). З 1842 по 1898 року майже третина території повіту Сіньань (1055,6 км ² з 3076 кв. км) відійшла під контроль британської колонії Гонконг. У квітні 1899 року місцеве населення так званих Нових Територій здійняло збройне повстання проти британців, а ті у відповідь навіть захопили Шеньчжень, розташований за межами колонії. Губернатор Гонконгу Г. Блейк планував включити Шеньчжень до складу колонії, але незабаром британська влада відмовилися від своїх домагань (правда, війська вивели лише в листопаді 1899 року).
Безпосередньо Шеньчжень став селищем лише на початку імперії Цин, однак, після будівництва Коулун-Кантонської залізниці 1910 року Нанту втратив своє попереднє положення, поступившись першістю сусідньому Шеньчженю. У жовтні 1910 року в одному з сіл повіту Сіньань Сунь Ятсен здійняв повстання, що стало відомим як «повстання Хойчжоу». 1913 року влади Китайської республіки перейменували Сіньань назад в Баоань, щоб не плутати з повітом Сіньань в провінції Хенань. У грудні 1927 року, після розриву відносин між Гоміньданом та КПК, місцеві комуністи здійняли повстання та атакували повітове відділення гоміньданівців. 1941 року японські війська спробували вторгнутися в Гонконг з півночі, але британці зруйнували міст через річку Шеньчжень. У лютому 1942 року комуністи та гоміньданівці створили в повіті Баоань об'єднаний партизанський загін для боротьби з японськими окупантами. Після капітуляції Японії громадянська війна між комуністами та гоміньданівцями спалахнула з новою силою, а в жовтні 1949 року сили НВАК зайняли повіт Баоань та провінцію Гуандун в цілому. У травні 1950 року кордон з Гонконгом був закритий, в Шеньчжені з'явився контрольно-пропускний пункт, а для в'їзду в британську колонію відтепер була потрібна спеціальна віза. Але, попри зміцнення кордону, щорічно десятки тисяч людей перебиралися в Гонконг в пошуках кращої долі. 1953 року адміністративний центр повіту Баоань був перенесений з Нанту до Шеньчженя. Під час культурної революції регіон був охоплений голодом, тут закривалися або знищувалися храми та церкви. Наприкінці 1970-х років Шеньчжень являв собою невелике рибальське містечко з населенням 30 тис. осіб.
Бурхливий розвиток Шеньчженя розпочався 1979 року, коли керівник КНР Ден Сяопін обрав його місцем розташування однієї з особливих економічних зон в рамках нового курсу ринкових реформ (тоді ж повіт Баоань був перейменований в Шеньчжень). Шеньчжень тоді розглядався владою КНР не тільки як майданчик для економічних перетворень, але і як «китайська відповідь Гонконгу», питання про передачу якого під владу британської корони тоді ще не було вирішене остаточно. Спочатку в січні 1979 року китайська держкомпанія China Merchants з метою залучення гонконзьких бізнесменів створила в Шекоу (Наньшань) промислову зону, а в березні 1980 року центральні власті офіційно схвалили створення Шеньчженської ВЕЗ. З 1980 по 1999 роки приріст валового продукту в Шеньчжені становив у середньому 31 %, експорт збільшувався в середньому на 42 % на рік. У жовтні 1999 року в Шеньчжені відбулася перший Китайський ярмарок високих технологій, що став відтоді щорічною подією. 2000 року валовий продукт міста становив 20 млрд дол, що було на 14 % більше, ніж у попередньому році, і опинився на шостому місці по країні. З 12 по 23 серпня 2011 року в Шеньчжені проходила XXVI літня Універсіада, до відкриття якої в місті провели масштабне оновлення та розширення всієї інфраструктури. Заплановано, що з 23 по 29 липня 2017 року в Шеньчжені пройде XIX Міжнародний ботанічний конгрес.

## Населення

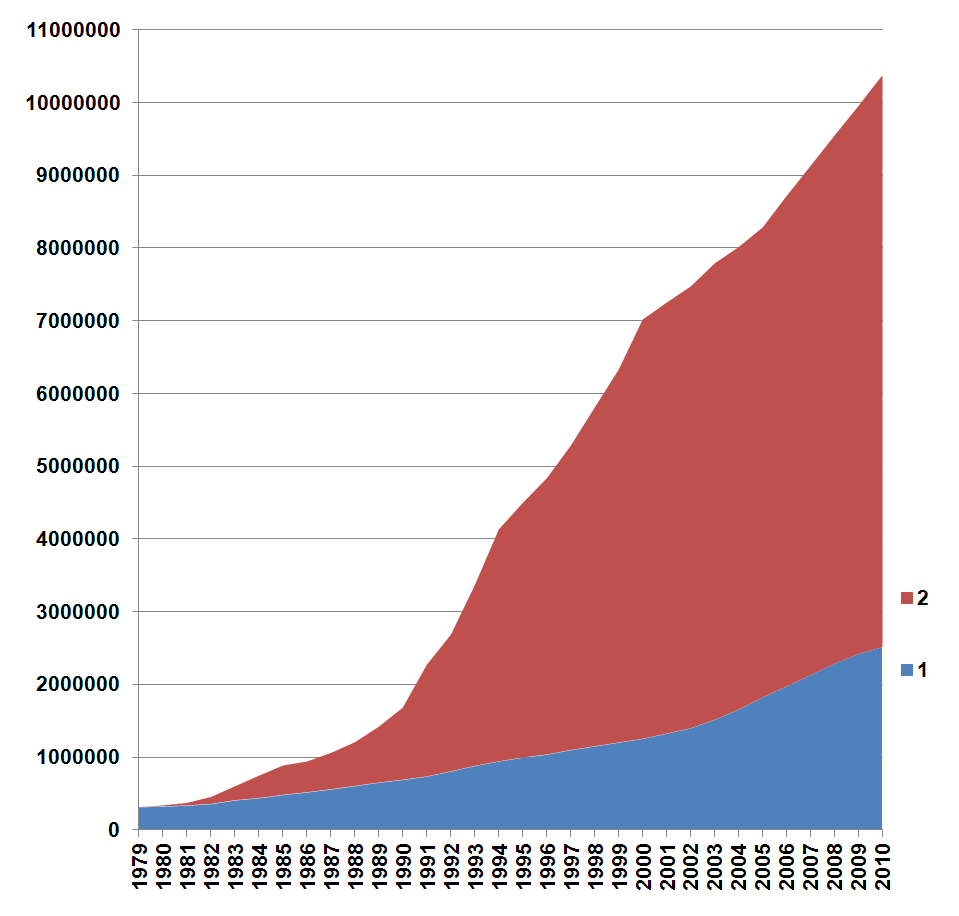
Динаміка населення Шеньчженя
Умовні позначення:
населення з постійною реєстрацією (хукоу)
населення з тимчасовою реєстрацією

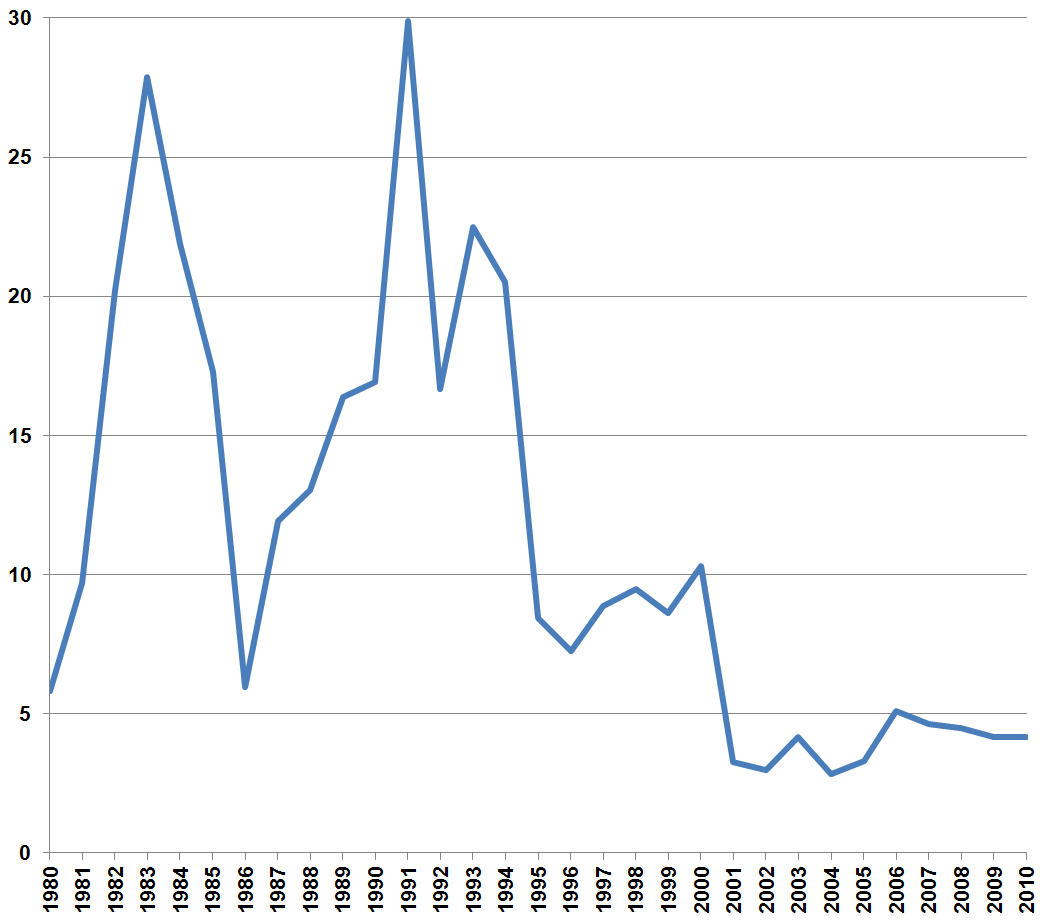
Річний приріст населення Шеньчженя (%). Період найстрімкішого зростання населення міста, коли його темпи досягали 30 % або 0,8 млн осіб на рік, завершився 1994 року. За останні 10 років населення міста зростало в середньому на 3—5 % на рік.

Зі створенням Шеньчженської вільної економічної зони 1980 року в місті почалося бурхливе зростання населення: якщо наприкінці 70-х тут проживало 314,1 тис. осіб (в самому місті, тобто на території сучасних районів Лоху, Футянь, Наньшань та Яньтянь — близько 30 тис.), то вже 1982 року — 351,9 тис., 1990 року — 1 214,8 тис., а 2000 року — 7 008,4 тис. жителів. Станом на 2010 рік чисельність населення міста субпровінційного значення Шеньчжень становила 10 358 тис. осіб (щільність — 5201 чол. на кв. км), безпосередньо міста — 3 538 тис. осіб (щільність — 8588 осіб на кв. км). Завдяки постійному припливу нових мігрантів до кінця 2010 року загальне число жителів Шеньчженя досягло 13,22 млн осіб, з яких лише трохи більше 2,5 млн мали «хукоу» (тобто були зареєстровані за місцем проживання, фактично будучи постійними жителями міста), понад 7,8 млн вважалися зареєстрованими трудовими мігрантами, що проживали в заводських гуртожитках або службових квартирах, а понад 2,8 млн взагалі не мали реєстрації. Шеньчжень є єдиним містом провінції Гуандун, де завдяки переважанню мігрантів путунхуа став домінуючою розмовною мовою. Також тут широко поширені кантонський діалект і володіння англійською мовою (останньою — особливо серед чиновників, фахівців, бізнесменів та молоді). У східній частині Шеньчженя поширений діалект Дапен (大鹏 话), що являє собою суміш кантонської говірки з хакка.
За даними за 2004 рік середній вік жителів Шеньчженя становив менше 30 років, у тому числі 8,5 % — до 14 років, 88,4 % — від 15 до 65 років (з них близько 20 % — від 20 до 24 років), 1,2 % — старше 65 років. 2001 року чисельність працюючого населення досягла 3,3 млн осіб; хоча на вторинний сектор економіки припадала найбільша частка зайнятих (1,85 млн осіб, зростання на 5,5 % у порівнянні з попереднім роком), але третинний сектор економіки зростав значно швидше (1,44 млн осіб, зростання на 11,6 %). Структура зайнятості ділить працездатне населення на дві протилежні групи — інтелігенцію та фахівців з високим рівнем освіти та доходів і трудящих з низьким рівнем освіти та доходів (наприклад, згідно з даними за 2007 рік близько 20 % китайських докторів філософії працювали в Шеньчжені). Але, попри непропорційний поділ доходів, Шеньчжень має найбільший ВВП на душу населення серед усіх міст Китаю (понад 14,6 тис. дол 2010 року), а також найвищий рівень мінімальної зарплати в країні. На ринок праці впливає і близькість такого великого та економічно розвиненого міста, як Гонконг. За даними Гонконзької торгової палати 2002 року 7,2 тис. громадян Гонконгу щодня приїжджали на роботу в Шеньчжень, а 2,2 тис. студентів з Шеньчженя їздили на навчання до Гонконгу. 2003 року китайська влада полегшила процедуру отримання дозволу на поїздку до Гонконгу для жителів Шеньчженя (раніше гості з материкового Китаю могли відвідати Гонконг лише у складі організованої туристичної групи).
Станом на 2010 рік середня щорічна заробітна плата трудящого Шеньчженя становила 46,7 тис. юанів (зростання — 7,5 % по порівняно з попереднім роком), починаючи з 1 липня 2010 року рівень мінімальної зарплати було збільшено до 1,1 тис. юанів на місяць. 2009 року середній річний дохід після вирахування податків становив 29,2 тис. юанів на душу населення (зростання — 9,4 %), середні щорічні витрати — 21,5 тис. юанів (зростання — 8,8 %). До кінця 2009 року депозити жителів міста перевищили 572 млрд юанів (зростання — 16,7 %). 2009 року влада працевлаштували понад 30 тис. осіб, а рівень зареєстрованого безробіття становив 2,6 %.

### Національний склад
Хакка стали мігрувати в район сучасного Шеньчженя з Центрального Китаю з кінця XVII століття. Після «Великої чистки» (1661—1669 року), коли цинські війська вигнали з прибережних районів майже все населення, хакка стали селитися на спорожнілих землях та незабаром вже становили майже половину жителів повіту. В XIX столітті вони часто воювали з гуандунцамі, наслідком чого стали їх сильно укріплені поселення. Сьогодні села і квартали хакка збереглися в районах Лунган, Піншань, Дапен, Яньтянь та Баоань. Після створення ВЕЗ 1980 року до Шеньчженю стали з'їжджатися переселенці з внутрішніх районів Гуандуна та інших провінцій Китаю (особливо з Хунани, Цзянсі та Сичуані), в тому числі хуейцзу та уйгурів. До середини 2009 року в місті лише офіційно проживало понад 600 тис. представників національних меншин Китаю; найбільшими їх групами були чжуани, туцзя, мяо, дун і яо, а також хуейцзу, маньчжури, монголи, буї, корейці та інші.
Некерована імміграція до ВЕЗ була обмежена системою прописки («хукоу»); поступово це призвело до того, що навколо центральної частини міста склалися великі спальні райони, суцільно населені мігрантами з бідних регіонів країни. Сьогодні Шеньчжень є найбільшим містом мігрантів в Китаї, а їх відносини з владою, і особливо з поліцією, не завжди є гладкими. Велика частина європейців, американців та японців сконцентрована в районі Шекоу (Наньшань), чимало європейців та корейців проживає в Футянь, де є навіть свій корейський район Koreatown, невелика російська громада базується в районі Шатоуцзяо (Яньтянь). Станом на 2010 рік в Шеньчжені тимчасово або постійно проживало близько 430 тис. іноземців.

### Релігія

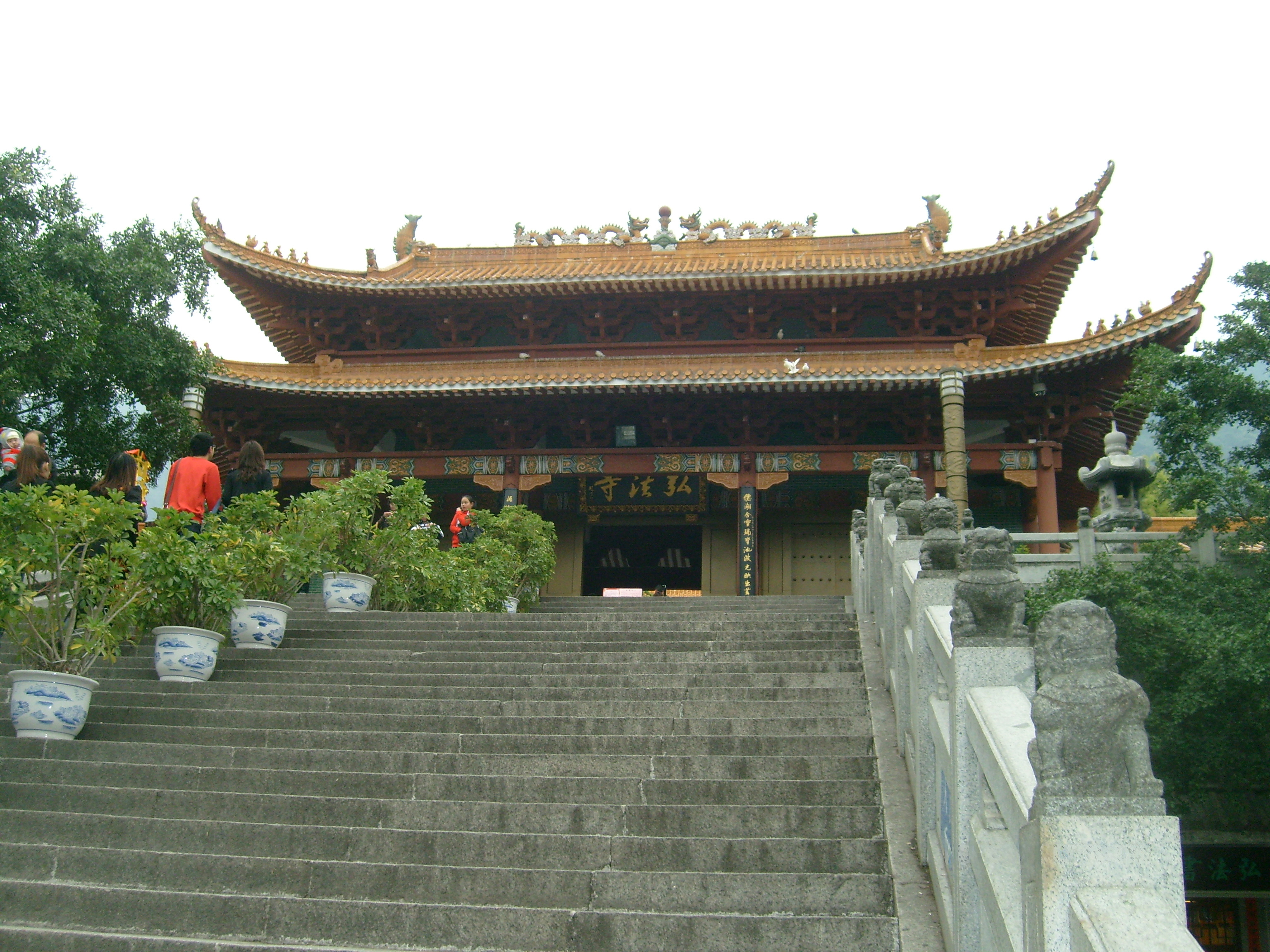
Храм Хунфа

Велика частина китайців традиційно дотримується буддизму, даосизму та конфуціанства, невелика частина — християнства та ісламу. Серед найшанованіших релігійних споруд Шеньчженя виділяються буддійський храм Хунфа в Лоху, храми Гуаньді (Гуань Юя) і Тяньхоу (Мацзу) в Наньшані, храм Чегун в Футянь, католицька церква Сент-Ентоні в Футянь, католицька церква Нанту (церква Сент-Пол) в Наньшані, протестантська церква Мейлінь в Футянь, церква Хепін в Лоху, мечеть Шан Мейлінь в Футянь, єврейський центр Хабад в Наньшані.

### Кухня

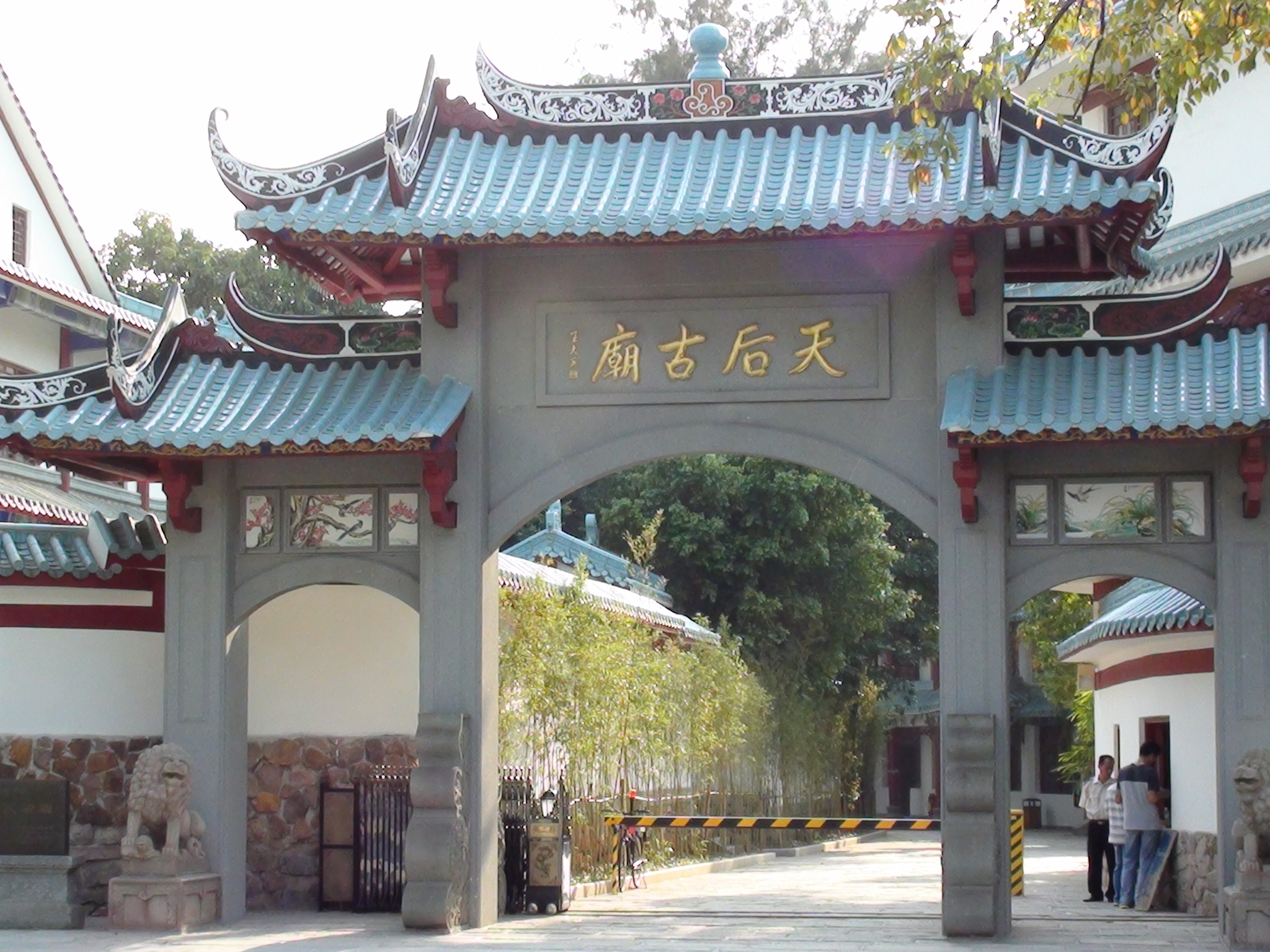
Храм Тяньхоу

У Шеньчжені склався свій тип кухні, в якій домінуюча на півдні країни кантонська кухня, завдяки близькості Гонконгу та наявності великої кількості мігрантів з інших китайських провінцій, ввібрала безліч різних елементів. У місцевих стравах широко використовується свинина, курятина, качатина, гусятина, морепродукти (устриці, креветки, краби, морські гребінці), овочі та гриби, рідше — м'ясо акул, черепах, голубів, котів, собак, змій і щурів, равлики, мурашки та пташині гнізда. Серед гарнірів переважають рис, локшина та квасоля, серед приправ — соєвий, устричний або сливовий соуси, імбир, часник та перець, на десерт подають солодощі з чаєм. Серед найпопулярніших місцевих продуктів та страв найзнаменитіші курка з Лунган, качка з Сунгай, смажений гусак з Гунміна, голуби з Гуанмін, устриці з Шацзіна, креветки з циця[уточнити], риба з Фуюн, абалон з Наньао, лічі з Наньшаня, груші з Шиян, апельсини з Піншань та манго з Сілі. Гурманів привертають гастрономічні вулиці Леюань («Вулиця морепродуктів» в районі Яньтянь), Сянсі (вулиця ресторанів у нічного ринку в районі Лоху), Хубей (вулиця ресторанів морепродуктів та мусульманської кухні в районі Лоху) та Дунмен (торгова вулиця в районі Лоху, яка славиться кантонською, сичуаньською, хунанською, тайською та європейською кухнями).

## Адміністративний поділ

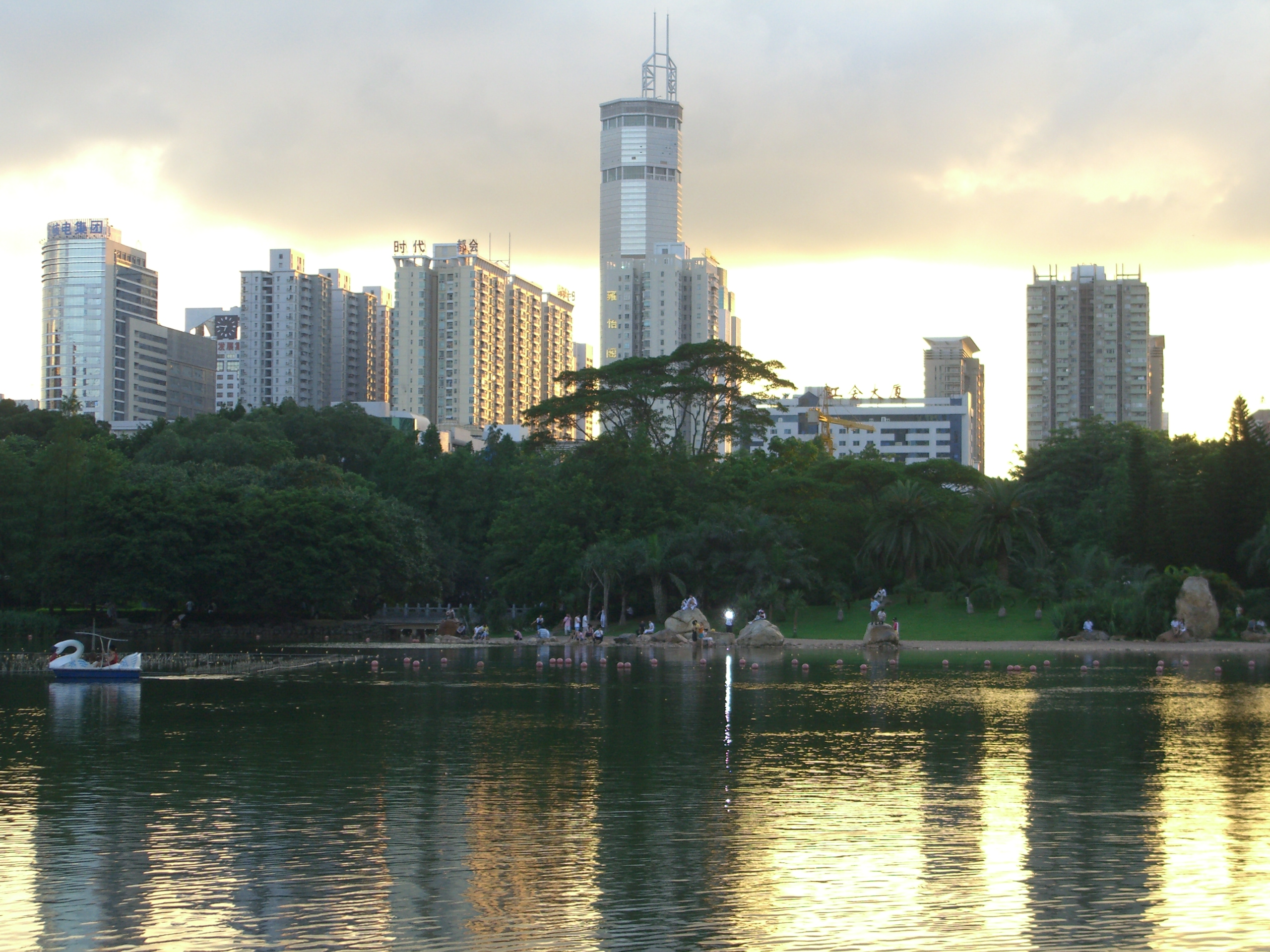
Футянь

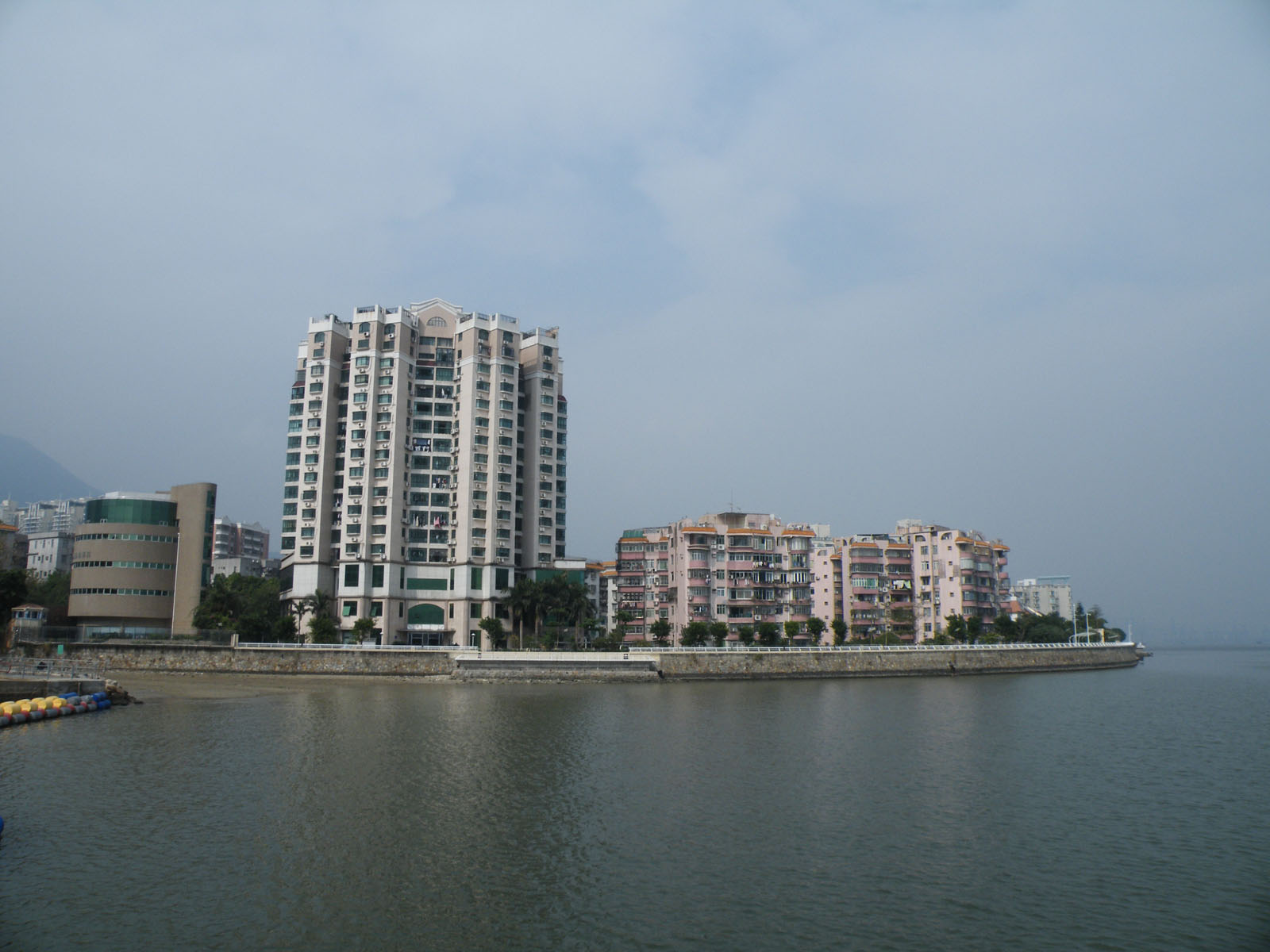
Янтянь

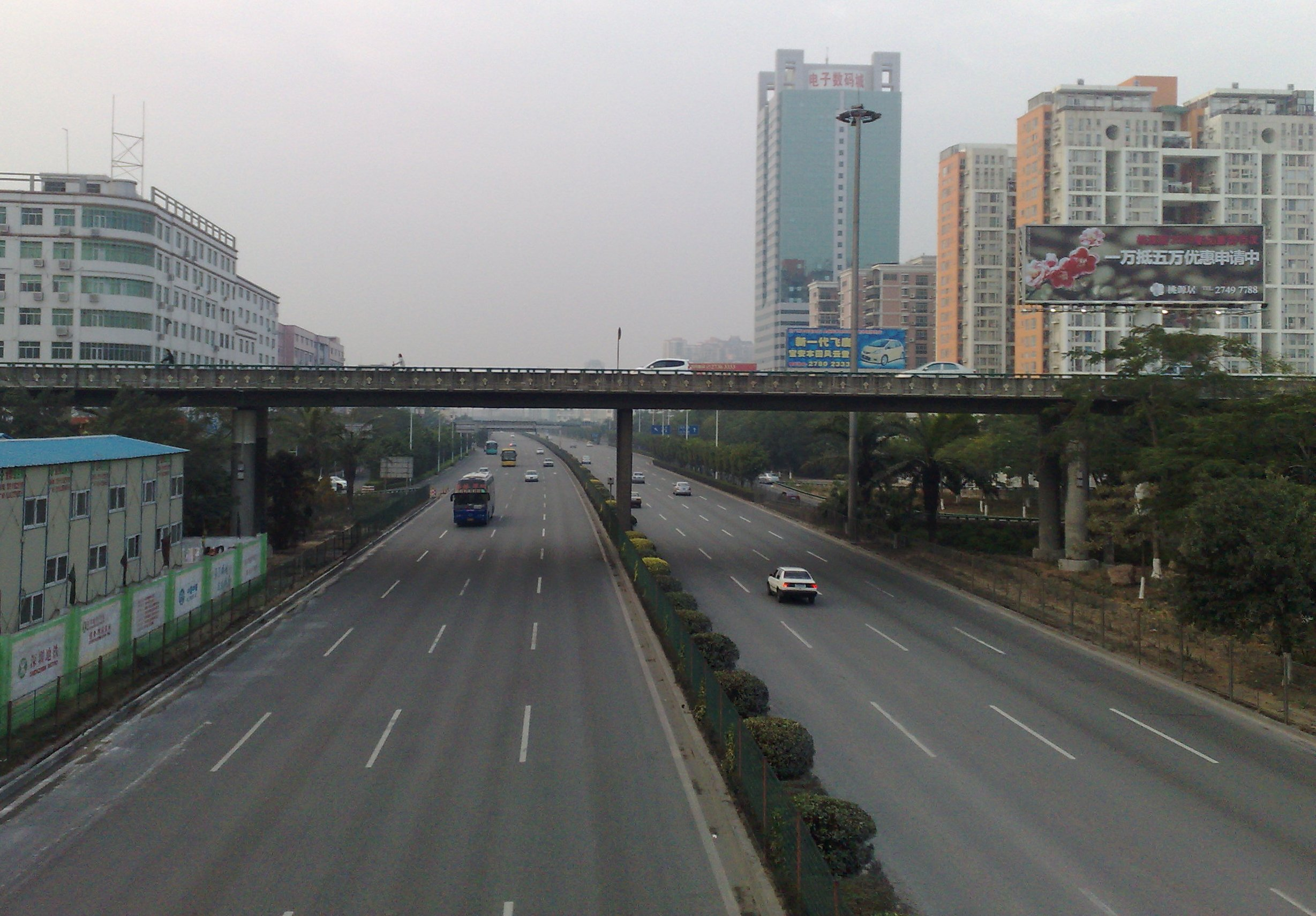
Баоань

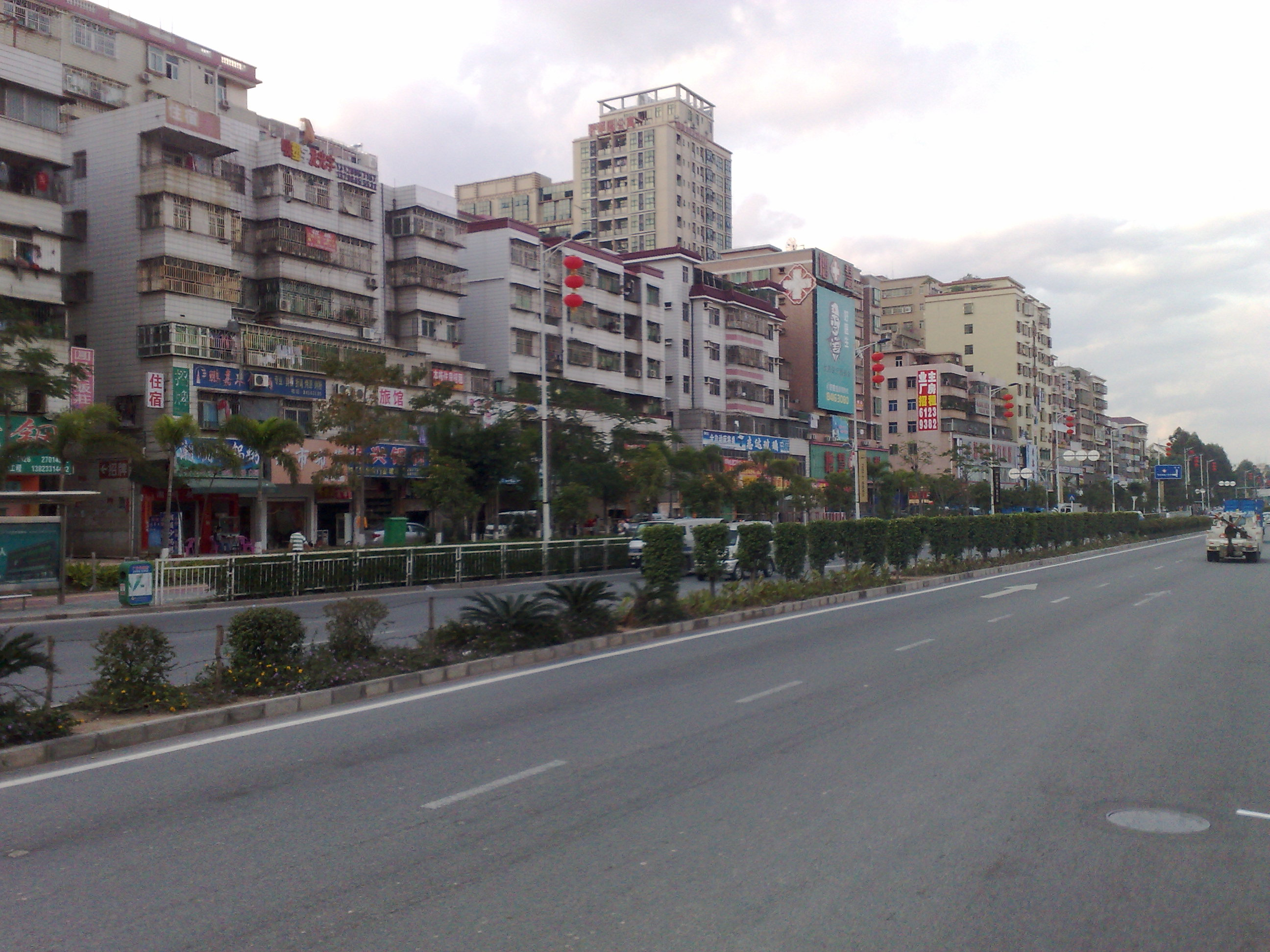
Лунган

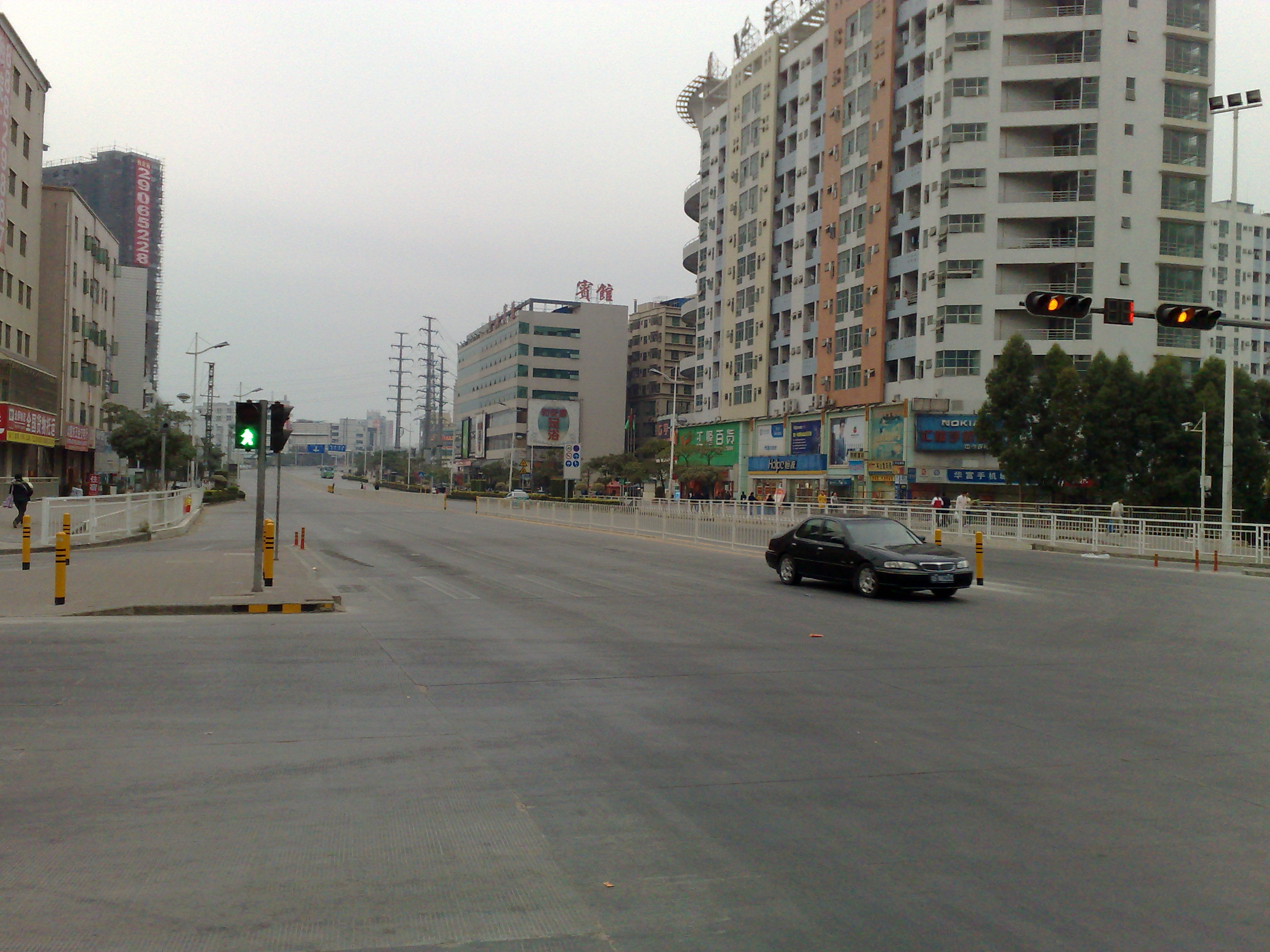
Лунхуа

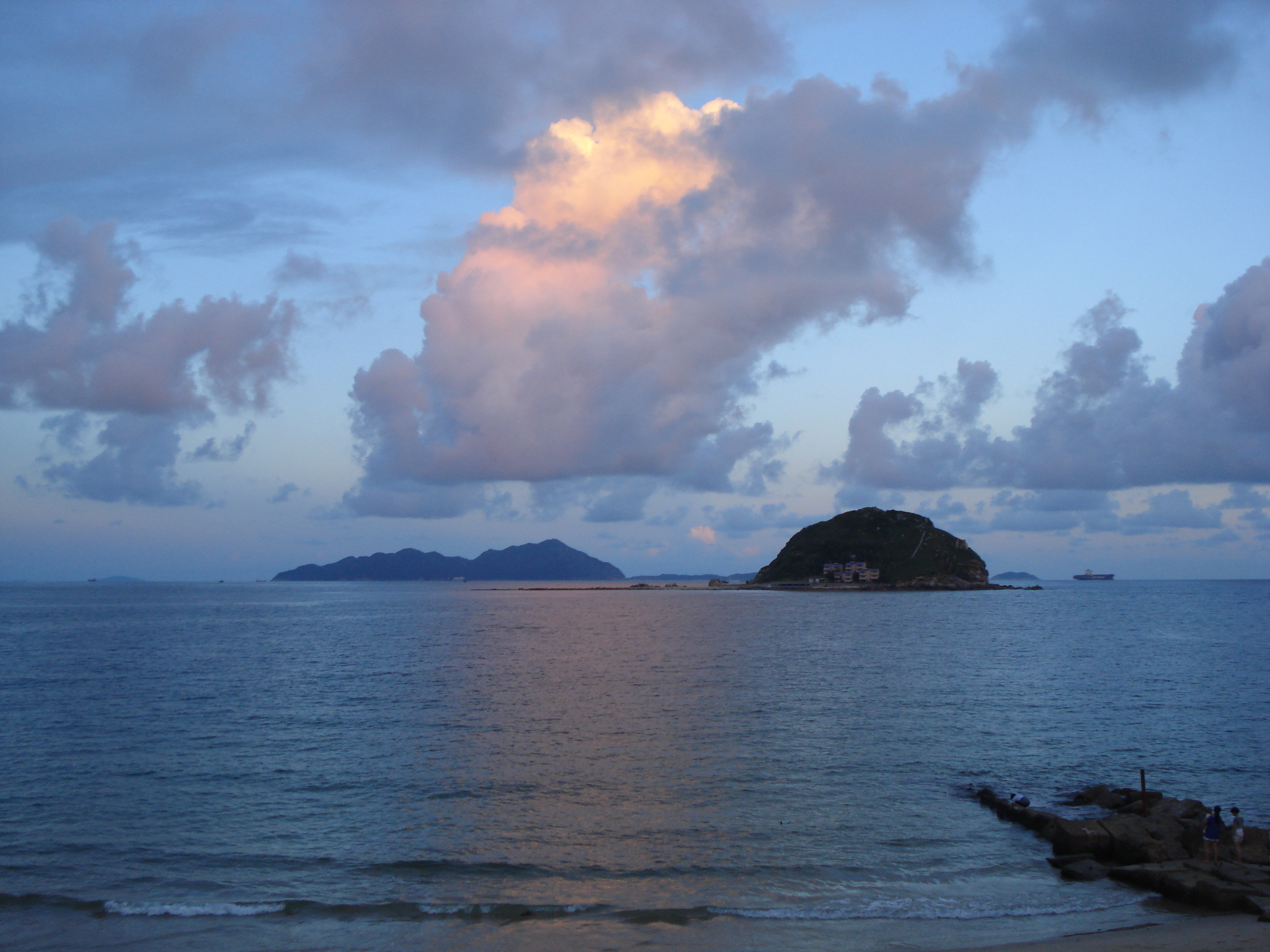
Дапен

до початку економічних реформ Шеньчжень входив до складу повіту Баоань (宝安 县/宝安 县), в листопаді 1979 року був переданий в пряме підпорядкування уряду провінції Гуандун, а в травні 1980 року офіційно став першою особливою економічною зоною КНР з широкими економічними свободами. З листопада 1988 року Шеньчжень отримав статус адміністративної одиниці (міста) з провінційним рівнем економічних повноважень, а в лютому 1992 року центральні влади наділили муніципальне уряд повноваженнями приймати місцеві закони та постанови.
Сьогодні місто субпровінційного значення Шеньчжень поділяється на 10 районів (区або Qū):
| №                | Район            | Китайська назва  | Назва піньїнь    | Населення (перепис 2010) | Площа (км²) | Щільність (чол./км²) |
| ---------------- | ---------------- | ---------------- | ---------------- | ------------------------ | ----------- | -------------------- |
| Міські райони    | Міські райони    | Міські райони    | Міські райони    | 3 538 275                | 412         | 8 588                |
| 1                | Футянь           | 福田 区          | Fútián Qū        | 1 318 055                | 79          | 16 756               |
| 2                | Лоху             | 罗湖 区          | Luóhú Qū         | 923 423                  | 79          | 11 726               |
| 3                | Наньшань         | 南山 区          | Nánshān Qū       | 1 087 936                | 182         | 5 877                |
| 4                | Яньтянь          | 盐田 区          | Yántián Qū       | 208 861                  | 72          | 2 798                |
| Приміські райони | Приміські райони | Приміські райони | Приміські райони | 4 470 032                | 784         | 5 702                |
| 5                | Баоань           | 宝安 区          | Bǎo'ān Qū        | 2 638 807                | 402         | 6 564                |
| 6                | Лунган           | 龙岗 区          | Lónggǎng Qū      | 1 831 225                | 382         | 2 794                |
| Нові масиви      | Нові масиви      | Нові масиви      | Нові масиви      | 2 349 631                | 793         | 2 623                |
| 7                | Гуанмін          | 光明 新区        | Guāngmíng Xīn Qū | 481 420                  | 156         | 3 097                |
| 8                | Піншань          | 坪山 新区        | Píngshān Xīn Qū  | 309 211                  | 168         | 1 852                |
| 9                | Лунхуа           | 龙华 新区        | Lónghuá Xīn Qū   | 1 379 000                | 175         | 7 880                |
| 10               | Дапен            | 大鹏 新区        | Dàpéng Xīn Qū    | 180 000                  | 294         | 612                  |
| Усього           | Усього           | Усього           | Усього           | 10 357 938               | 1 989       | 5 201                |

1979 року був утворений перший район Лоху, 1993 року — район Лунган, 1998 року — Яньтянь, 2007 року — новий район Гуанмін, а 2009 року — новий район Піншань. Раніше Особлива економічна зона охоплювала лише міські райони Лоху, Футянь, Наньшань та Яньтянь, але в липні 2010 року вона була розширена на всі райони Шеньчженя, збільшившись майже вп'ятеро (з 396 км ² до 1953 кв. км). У грудні 2011 року були створені два нових райони — Дапен (під юрисдикцією району Лунган) та Лунхуа (під юрисдикцією району Баоань).

### Коротка характеристика районів
Міські райони
- Футянь — адміністративний та культурний центр Шеньчженя, а також новий діловий, торговельний та житловий район міста; складається з декількох масивів (Футянь, Хуацянбей, Наньюань, Юаньлін, шато, Сянміху, Мейлінь, Лянхуа та Хуафу).
- Лоху — торговельно-фінансовий та транспортний центр Шеньчженя, що охоплює стару частину міста; складається з декількох масивів (Дунмень, Сунгай, Ціншуйхе, Дунсян, Дунху, Хуанбей, Наньху, Гуйюань та Ляньтан).
- Наньшань — портовий район, центр високотехнологічних галузей промисловості, розваг, освіти та науки, складається з декількох масивів (Наньшань, Нанту, Шахе, Чжаошан, Юехай, Таоюань, Сілі, Шекоу, Чіванов та Мавань).
- Яньтянь — портово-промисловий, розважальний та житловий район, складається з чотирьох масивів (Яньтянь, Шатоуцзяо, Мейша та Хайшань).

### Приміська зона
- Баоань — промисловий та житловий район, місце розташування міжнародного аеропорту.
- Лунган — промисловий та житловий район.
- Гуанмін — промисловий та житловий район.
- Піншань — промисловий та житловий район.
- Лунхуа — промисловий та житловий район.
- Дапен — зона відпочинку, що славиться національним парком, пляжами, островами та морепродуктами.

## Економіка

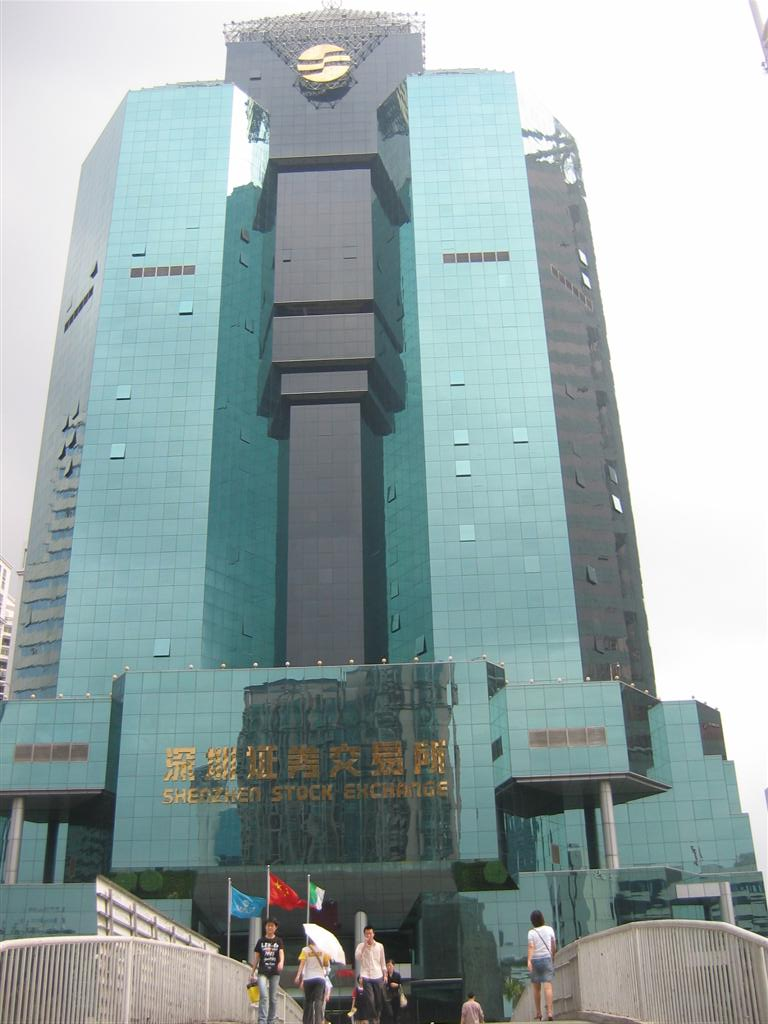
Шеньчженська фондова біржа

Зі створенням вільної економічному зони (ВЕЗ) Шеньчжень став привабливим містом як для транснаціональних корпорацій, що орієнтовані на експорт виробництва, так і для підприємців з числа хуацяо, рідною мовою яких був кантонський діалект. Особливо привабливим Шеньчжень виявився для бізнесменів із сусіднього Гонконгу, яких привабили доступні ціни на землю та дешевизна робочої сили. З кінця 90-х пріоритети дещо змінилися: замість інвестицій у виробництво дешевих експортних товарів корпорації стали переорієнтуватися в бік гігантського китайського ринку. У цей же період став набирати обертів ринок житлової та комерційної нерухомості Шеньчженя, орієнтований на середній клас (і тут домінуюче положення зайняли компанії з Гонконгу). До початку нового тисячоліття частка компаній з Гонконгу в інвестиціях Шеньчженя становила близько 70 %, а в орієнтованих на експорт галузях і того більше — до 95 %. Нині основними галузями економіки Шеньчженя є високотехнологічна промисловість, логістика та фінансові послуги. 2010 року зростання біотехнологічної галузі, нової енергетики та інтернет-індустрії становив 30 %, 24,2 % і 29,3 % відповідно, а у сфері дизайну було зайнято 60 тис. осіб.
З 2001 по 2005 рік економіка Шеньчженя в середньому зростала на 16,3 % щорічно. 2009 року ВВП Шеньчженя становив понад 820 млрд юанів (виріс на 10,7 % у порівнянні з попереднім роком), ВВП з розрахунку на душу населення дорівнював 13,6 тис. дол, тоді як 2005 року ВВП міста становив близько 493 млрд юанів (річне зростання — 15 %), а 2006 року — 568,4 млрд юанів (річне зростання — 15 %). Пропорція трьох секторів економіки Шеньчженя (первинного, вторинного та третинного відповідно) у ВВП становила 2009 року 0,1:46,7:53,2, при цьому третинний сектор виріс порівняно з попереднім роком на 12,5 % (така ж пропорція 2004 року становила 0,3:51,6:48,1, а 2005 року — 0,2:52,4:47,4). 2010 року ВВП Шеньчженя виріс на 12 % і досяг 951 млрд юанів, загальний обсяг роздрібних продажів споживчих товарів збільшився на 17,2 % до 300 млрд юанів (2006 року — 167 млрд юанів), обсяг зовнішньої торгівлі зріс на 28,4 % до 346,75 млрд дол. (2006 року — 237,4 млрд дол.), при цьому експорт зріс на 26,1 % до 204,2 млрд дол. (за цим показником Шеньчжень утримує пальму першості серед міст Китаю вже два десятиліття), доходи місцевого бюджету зросли на 25,7 % і склали 110,7 млрд юанів (третє місце серед китайських міст). Якщо зростання економік Шеньчженя та Гонконгу, а також інтеграція між ними продовжаться такими ж темпами, то вже до 2020 році за величиною ВВП вони зможуть перевершити Лондон та Париж і стати третім економічним центром світу після Нью-Йорка та Токіо.

### Фінанси
Сьогодні Шеньчжень займає 4-е місце серед економічних центрів материкового Китаю (після Пекіна, Шанхая та Гуанчжоу) і входить до числа трьох провідних фінансових центрів країни. 2010 року фінансовий сектор становив 13,5 % ВВП міста (понад 127,9 млрд юанів), а загальні активи фінансових компаній перевищували 4,2 трлн юанів. У Шеньчжені базувалося 83 банки, у тому числі 19 зі статусом юридичної особи, їх загальні активи становили майже 3,5 трлн юанів (зростання — 26,1 % у порівнянні з попереднім роком), ощадні вклади — 2,2 трлн юанів (зростання — 19,5 %), кредити — 1,7 трлн юанів (зростання — 13,7 %), а загальний прибуток після сплати податків — 41,16 млрд юанів (зростання — 39,6 %). 33 банки були іноземними (в тому числі 24 — у статусі філії і 5 — в статусі представництва). Також у місті працювали 17 компаній з торгівлі цінними паперами із сукупними активами в 460,2 млрд юанів і 16 компаній взаємних інвестицій, які управляли активами в 811,7 млрд юанів, що становило третину ринку Китаю. Крім того, в Шеньчжені базувалося 12 страхових компаній, 47 філій і 145 страхових агентств із загальними активами в 7,45 млрд юанів (зростання — 36,9 %), серед яких 4 компанії, 7 філій і 6 агентств були іноземними.
У місті базуються одна з найбільших у країні Шеньчженська фондова біржа, заснована 1990 року (2010 року загальна ринкова капіталізація 1169 компаній, перерахованих на біржі, досягла 8,64 трлн юанів), а також великі China Merchants Bank, Shenzhen Development Bank, Shenzhen City Commercial Bank і Ping An Bank, страхова компанія Ping An Insurance, фінансова компанія CITIC Securities. Сильне присутність в Шеньчжені мають Bank of China, China Construction Bank, Industrial and Commercial Bank of China, Agricultural Bank of China, The Hongkong and Shanghai Banking Corporation, Hang Seng Bank, Wing Hang Bank, Bank of East Asia, China Everbright Bank, а також China Minsheng Bank, Nanyang Commercial Bank, Dah Sing Bank, Shanghai Commercial Bank, AIA Group, Ming An Insurance, Bank of China Insurance Company, Asia Insurance Company і Hang Seng Insurance Company.

### Промисловість

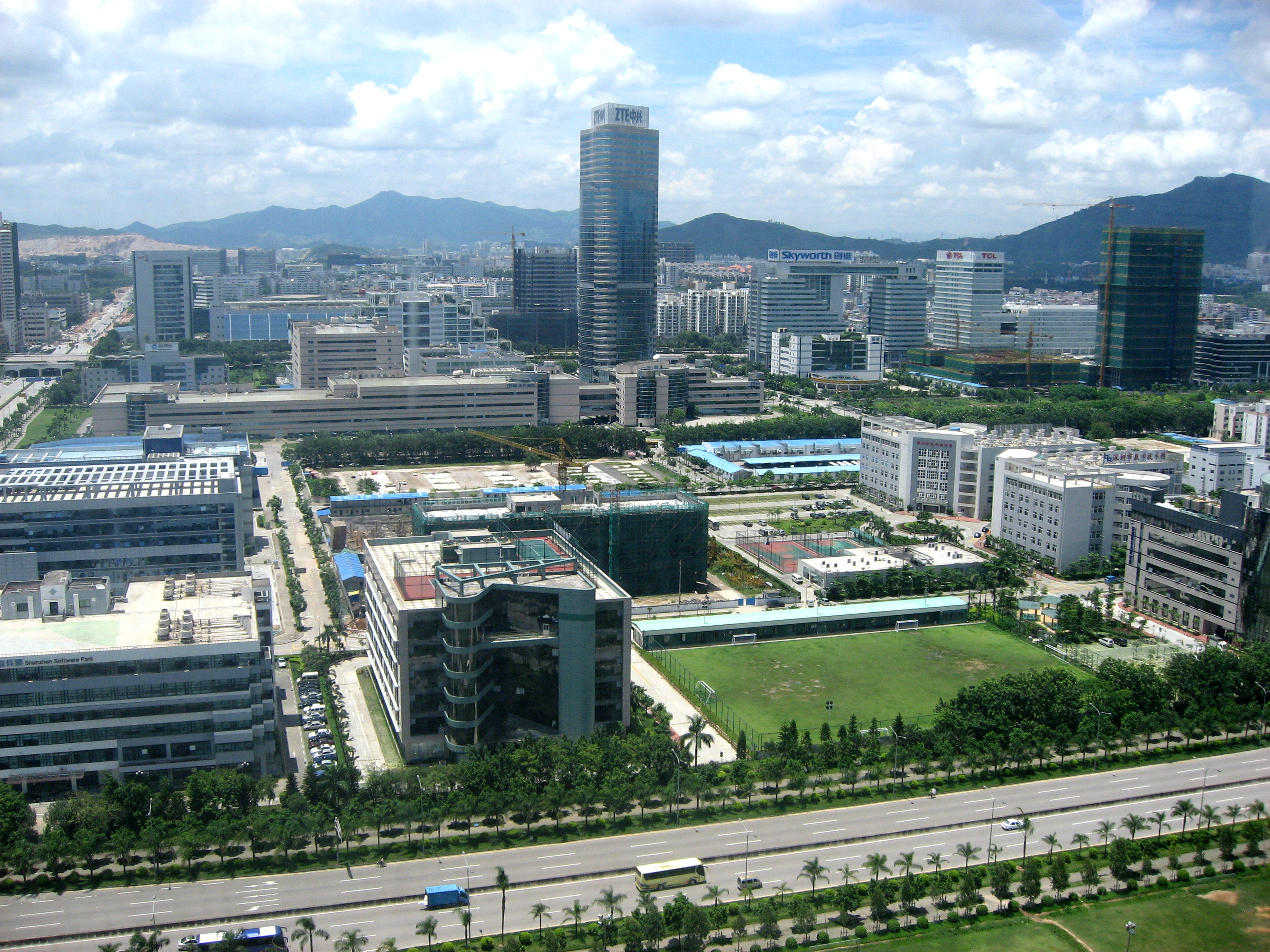
Один з промислових парків Шеньчженя

Шеньчжень посідає друге місце серед китайських міст за обсягом промислового виробництва. Основними галузями є електронна та електротехнічна промисловість (у тому числі виробництво телекомунікаційного устаткування, мобільних телефонів, комп'ютерів та комплектуючих до них, побутової електротехніки, медичних приладів, іграшок та електронних комплектуючих до автомобілів), хімічна та біохімічна промисловість (у тому числі виробництво пластмасових виробів та автошин, фармацевтика та біотехнології), автомобільна промисловість (у тому числі виробництво комплектуючих та електромобілів), текстильна, швейна, взуттєва, харчова, скляна, меблева та ювелірна промисловість, виробництво програмного забезпечення, будматеріалів, інструментів, промислового та транспортного устаткування. Також велике значення має будівельна галузь (2007 року в Шеньчжені налічувалося понад 600 будівельних компаній та понад 180 філій будівельних компаній з інших регіонів країни).
Промислові підприємства та дослідницькі центри зосереджені в науково-технологічному парку Лунхуа (Longhua Science & Technology Park), промислових парках Лун'у (Longwu Industrial Park) і Туншен (Tongsheng Industrial Park) в районі Лунхуа, промислових парках Дунлянь (Donglian Industrial Village), Баоань (Bao'an Conglomerate First Industrial City), Цюаньбао (Quanbao Industrial Park), Ліюань (Liyuan Industrial Park), Ліцзіньчен (Lijincheng Science and Technology Industrial Park) і Скайуорт (Skyworth High-tech Industrial Park) в районі Баоань, промислових парках Шуньсін (Shun Xing Industrial Estate), Баолун (Baolong Industrial Park), Ляньтанвей (Liantangwei Industrial Park), Хунцзі (Hongji Industrial Park), Хуавей (Huawei Industrial Base) і Хасі (Hasee Industrial Park), шеньчженських фінансово-промисловому парку (Shenzhen Finance Industry Park) в районі Лунган, шеньчженському хімічному промисловому парку (Shenzhen Chemical Industrial Park) в районі Дапен, шеньчженському промисловому парку високих технологій (Shenzhen High-tech Industrial Park або Nanshan High-tech Park), шеньчженському парку програмного забезпечення (Shenzhen Software Park), промислових парках Лішань (Lishan Industrial Park) і Шекоу (Shekou Industrial Zone) в районі Наньшань, у зоні вільної торгівлі Футянь (Futian Free Trade Zone), кібер-парку Тяньань (Tian'an Cyber Park), промислових парках Мейлінь (Meilin Industrial Zone), Шанбу (Shangbu Industrial Zone), Терра (Terra Industrial Zone), Аньцзі (AnJu Industrial Park) і Тайжань (Tairan Industrial Area) в районі Футянь, зоні високих технологій Східний Гуанмін (East Guangming Hi-Tech Zone) в районі Гуанмін.
Найбільшими промисловими підприємствами, розташованими в Шеньчжені, є атомні електростанції Daya Bay і Ling Ao компанії China Guangdong Nuclear Power Group (велика частина електроенергії, виробленої на обох АЕС, експортується в Гонконг), газові теплоелектростанції Shenzhen Qianwan і Shenzhen East, заводи електроніки та електротехніки Huawei, ZTE, Lenovo, Konka, Great Wall Computer Group, TCL Corporation, BYD Electronic, Hasee, Skyworth, Netac Technology, Huntkey, Launch Tech, Shenzhen Kaifa Technology, ExcelStor Technology, Absen, Semiconductor Manufacturing International Corporation, Feihuang Electronic і Shenzhen Joye Technology, заводи іграшок Early Light International та Kader, заводи електромоторів Johnson Electric і Chiaphua Components, автоскладальний завод BYD Auto, суднобудівний завод Chiwan Wharf Holdings, судноремонтний завод Hongkong Yiulian Dockyards, завод контейнерів China International Marine Containers, завод акумуляторних батарей BYD Company, скляний завод CSG Holding, хімічний завод Kingboard Chemical, меблеві фабрики Siu Fung і DeCoro, взуттєва фабрика Belle International, Пивоварний завод Kingway Brewery, харчові фабрики Lam Soon Group і Saint Honore Cake Shop, завод біогазу Shenzhen Puxin Science & Technology, годинникові заводи Chung Nam Group, Fiyta Holdings, Tian Wang, Ebohr Luxuries International. Серед загальнокитайських торгових марок, що випускаються в Шеньчжені, найпопулярніші пиво Kingway, телевізори Konka і Skyworth, комп'ютери Great Wall і Hasee, телефони Taifeng, шкіряне взуття Belle, годинник Fiyta і Everbright.

### Торгівля та сфера послуг
Зовнішня торгівля відіграє ключову роль в економіці Шеньчженя, орієнтованої, перш за все, на зовнішні ринки. 2009 року її оборот становив майже 347 млрд доларів, зокрема експорт — понад 204 млрд доларів (майже 13 % від загальнокитайського експорту), імпорт — понад 142,5 млрд доларів. Для порівняння, 2006 року зовнішньоторговельний оборот міста становив 237,4 млрд дол, в тому числі експорт — 136,1 млрд дол і імпорт — 101,3 млрд дол 2010 року прямі іноземні інвестиції в економіку Шеньчженя досягли майже 4,3 млрд доларів (2006 року — майже 3,3 млрд дол.), в тому числі з Гонконгу — близько 3,1 млрд доларів, з США — 890 млн доларів. З 500 провідних корпорацій світу 180 мають в Шеньчжені свої офіси та філіали (2006 року — понад 140).

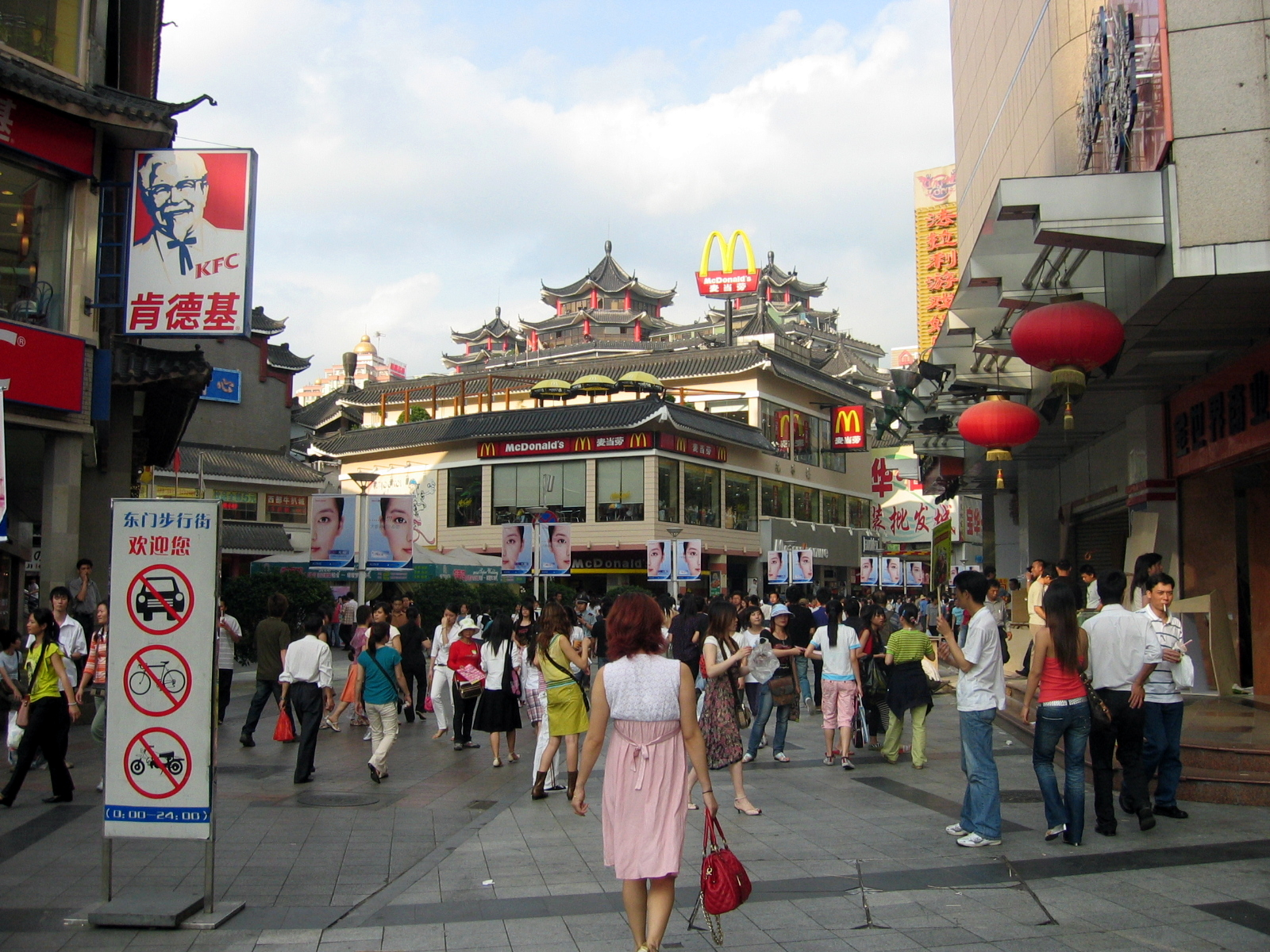
Вулиця Дунмень

Роздрібна торгівля є однією з основних галузей економіки міста. У Шеньчжені представлені як сучасні формати торгівлі (торгові центри, універмаги, гіпермаркети та супермаркети), так і традиційні вуличні ринки, магазинчики та лавки (наприклад, на знаменитій прикордонної вулиці Чун'ін або 中英街 в районі Яньтянь). Серед торгових мереж домінують універмаги Rainbow і Maoye, гонконзькі супермаркети Vanguard і Park'n'Shop, а також західні Wal-Mart, Carrefour і Metro, магазини електроніки GOME. У районі Лоху розташовані головна торгова вулиця Дунмен («Східні ворота»), з 1999 року перетворена на пішохідну зону, сувенірний ринок Sungang Gifts City, торгові центри «КК Молл», «Сан Плаза», «Лоху Коммершл Сіті», "Метропарк" і "Шанбу", універмаги «Дунмен Рейнбоу», «Дунмен Маойе», «Гуомао Рейнбоу», «Хенган Рейнбоу», «Саншайн», «Сейбу», "Френдшип"і «Інтернешнл», меблеві торгові центри «Роман Джой» та «Хоба», ринки Хехуа та «Чайний світ» (Tea World); в районі Футянь — торговий квартал Хуацянбей, що спеціалізується на електроніці та одязі, торгова вулиця Шеньнань, торгові центри «MixC», «Сентрал Вок», «Сітіком Сіті Плаза», «Кінг Глорі Плаза», «Дунхай Пасифік», «Вумен Уорлд», «Коко Парк» і «Бук Сіті», універмаги «Фумін Рейнбоу», «Шеньнань Рейнбоу», «Хуацянбей Маойе» та «Суйбао», меблеві торгові центри «Маккаллайн», «Роман Джой» та «Хоба», ринок одягу Цзяхуа; в районі Наньшань — торгові центри «Хайаньчен» та «Костал Сіті», універмаги «Сілі Рейнбоу», «Чансин Мосту» та «Шахе Мосту», меблеві торгові центри «Тайюань», «Хола» та «Роман Джой»; в районіЛунган— торговий центр «Ляньін», меблевий торговий центр «Нью Сіхай», універмаг «Сіньсіньлон», гуртовий сільськогосподарський ринок Буцзі; в районіБаоань — торгові центри «Цзяхуа» та «Лунхуа», універмаги «Чуан'е Мосту» та «Хая», меблеві торгові центри «Гуотай» та «Юеган», ринок Хуафу.
Шеньчжень є одним з найвідвідуваніших туристичних центрів країни. Його тематичні парки та морські курорти приваблюють мільйони гостей як з різних районів Китаю, так і з-за кордону (2009 року тут побувало понад 70 млн туристів, у тому числі понад 28 млн зарубіжних, а загальні доходи від туризму склали 54,4 млрд юанів, включаючи 2,76 млрд дол в іноземній валюті). Чималу частку туристів приваблюють проходять в Шеньчжені Китайський ярмарок високих технологій, Міжнародний ярмарок індустрії культури, Міжнародний ярмарок логістики та транспорту, Міжнародна виставка ювелірних виробів, Міжнародна виставка текстильних матеріалів та пряжі, Міжнародна виставка хутряних виробів, Міжнародна виставка OEM/ODM виробників одягу, Міжнародна виставка меблів, Міжнародна виставка металургійної та металообробної промисловості, Міжнародна виставка ливарної промисловості, Міжнародна виставка пластмас та гуми, Виставка електроніки, інформаційних та комп'ютерних технологій, Міжнародна виставка виробників електроізоляційних матеріалів. У східній частині міста розташовані популярні пляжі Дамейша та Сяомейша (Яньтянь), Січон, Дунчон, Наньао та Цзіньшавань (Дапен), в західній — курорт озера Сілі (Наньшань).
2009 року в Шеньчжені існувало понад 150 готелів різної категорії, включаючи 16 п'ятизіркових (ще стільки ж будувалося до Універсіади 2011 року), які могли одночасно вмістити понад 127 тис. осіб. Серед найбільших готелів міста — Futian Shangri-La (40 поверхів), Grand Skylight (38 поверхів), Shangri-La Shenzhen (37 поверхів), Oriental Regent (30 поверхів), Overseas Chinese (28 поверхів), Jinling (29 поверхів), Nanfang International (53 поверху), Marco Polo (42 поверху), Lushan (32 поверху), Gold (31 поверх), Pavilion (29 поверхів), Flourishing China (29 поверхів), Grand View (29 поверхів), Holiday Inn Donghua (28 поверхів), JW Marriott (27 поверхів), Shenzhen Empire (26 поверхів), Century Plaza (25 поверхів), Best Western Felicity (25 поверхів), The Ritz Carlton (25 поверхів), Capital Plaza (25 поверхів). Серед іноземних готельних мереж в Шеньчжені представлені Crowne Plaza, Holiday Inn, InterContinental, Novotel, Marriott, Ritz-Carlton, Sheraton, Grand Hyatt, Ramada, Westin, Kempinski, Best Western і Days Inn. У Шеньчжені базувалося 230 туристичних агентств, включаючи близько 40, які займалися міжнародним туризмом, а також працювало понад 3 тис. ліцензованих гідів та екскурсоводів.

### Компанії

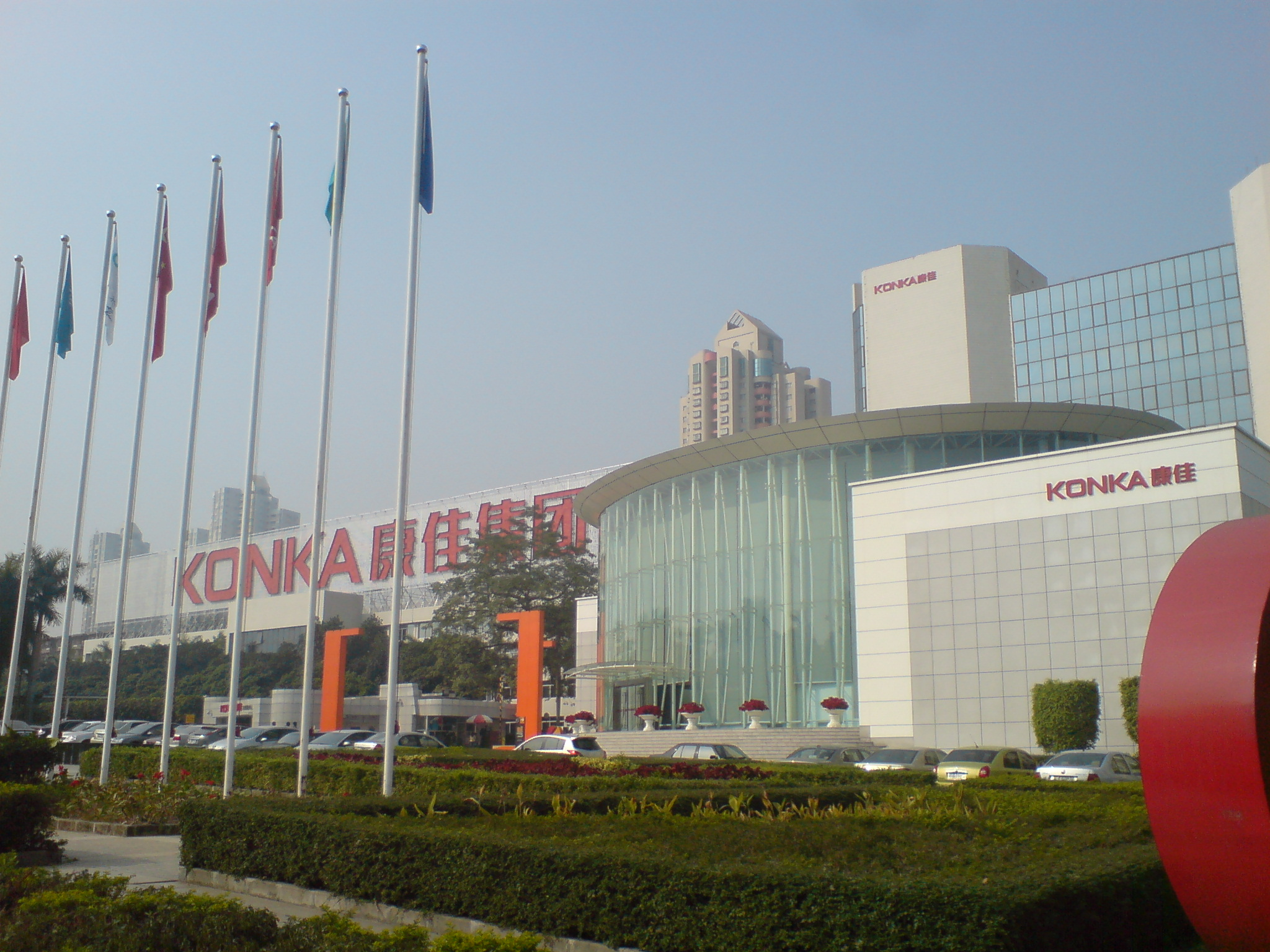
Штаб-квартира компанії Konka

У місті розташовуються штаб-квартири деяких найбільших китайських компаній — виробників телекомунікаційного обладнання та засобів зв'язку Huawei, ZTE, TP-Link, BYD Electronic, G 'Five International, виробників комп'ютерної техніки Hasee Computer та NORCO, виробників побутової електроніки та електронних комплектуючих Konka Group, Skyworth, Netac Technology, JXD, Dingoo Technology, Absen, Topband Auto, Shenzhen Auto-Poniso Industrial (SAPI), HB Science & Technology, HomeLead Industry і Longterm Electronics, виробника транспортного устаткування China International Marine Containers, виробника акумуляторних батарей BYD Company, автомобільної компанії BYD Auto, скляної компанії CSG Holding, хімічної компанії Sunrise Science & Technology, виробника медичного обладнання Shenzhen Goldway Industrial, виробника кабельної продукції Shenzhen Hope Technology, енергетичної компанії Shenzhen Energy, інтернет-провайдера Tencent, торгової мережі Maoye International, готельної мережі 7 Days Inn, операторів нерухомості Vanke, Fantasia Holdings і China Merchants Property, авіакомпаній Shenzhen Airlines, Jade Cargo International і Shenzhen Donghai Airlines, залізничної компанії Guangshen Railway Company, логістичних компаній China South City Holdings, Shenzhen International Holdings, Tempus і S.F. Express, виробника конференц-систем Taiden, виробника електронних сигарет Shenzhen Joye Technology.

### Іноземний капітал
Шеньчжень посідає третє місце серед міст країни по залученню іноземного капіталу. Тут представлені:
- Тайванський капітал — заводи електроніки Foxconn[149], Micro-Star International і Chimei Innolux.
- Американський капітал — мережі супермаркетів Wal-Mart і Sam's Club, мережі ресторанів KFC, McDonald's, Pizza Hut і Starbucks, дослідницький центр IBM, хімічний завод DuPont, завод електроніки Hewlett-Packard, завод безалкогольних напоїв PepsiCo, фабрика іграшок Ohio Art Company, філія Citibank.
- Французький капітал — мережі супермаркетів Carrefour та спортмагазинів Decathlon, Фармацевтичний завод Sanofi, філія Crédit Agricole.
- Японський капітал — заводи електротехніки Daikin, Ricoh, Hitachi, Sanyo, Seiko Epson, Fuji Xerox і Uniden, хімічний завод Nitto Denko, мережі супермаркетів JUSCO і універмагів Seibu, філії The Bank of Tokyo-Mitsubishi UFJ і Mizuho Corporate Bank, представництва Tokio Marine, Sompo Japan Insurance, Mitsui Sumitomo Insurance та Nipponkoa Insurance.
- Британський капітал — газовий термінал BP, мережі супермаркетів Tesco і B&Q, завод електроніки International Audio Group, філія Standard Chartered Bank.
- Німецька капітал — мережа супермаркетів Metro, завод побутової техніки Severin Elektrogeräte, представництво DKV Deutsch.
- Голландський капітал — мережа гіпермаркетів IKEA, кондитерська фабрика Perfetti Van Melle, завод електроніки Spire Corp, філія ABN AMRO.
- Корейський капітал — завод електроніки Samsung.
- Швейцарський капітал — завод електроніки STMicroelectronics.
- Філіппінський капітал — завод електроніки Integrated Microelectronics, представництво Philippine National Bank.
- Італійський капітал — меблева фабрика DeCoro.
- Російський капітал — виробництво світлодіодної продукції Vantex Electronics.
- Таїландський капітал — філії Bangkok Bank і Kasikornbank.
- Сінгапурський капітал — філії DBS Bank і United Overseas Bank Group.
- В'єтнамський капітал — філія Asia Commercial Bank.
- Бельгійський капітал — філія KBC Group.
- Індійський капітал — представництво Bank of India.

## Транспорт та зв'язок

### Судноплавство
Станом на 2010 рік Шеньчжень був четвертим у світі та третім у Китаї (після Шанхаю та Гонконгу) з вантажообігу контейнерним портом. Основними портовими районами є Яньтянь (Yantian), Шатоуцзяо (Shatoujiao), Шекоу (Shekou), Чіванов (Chiwan), Мавань (Mawan), Дунцзяотоу (Dongjiaotou), Фуен (Fuyong), Сядон (Xiadong), Шаючон (Shayuchong) та Нейхе (Neihe). Загальна протяжність причалів перевищує 22 км. У Шеньчжені розташовані три зони вільної торгівлі (митних зони) — в Яньтяні, Футянь та Шатоуцзяо, а також шість основних логістичних парків. Корпорація China Merchants Holdings контролює контейнерні термінали в Чіванов та Шекоу, а також паливний термінал в Шекоу. З шеньчженських поромного терміналу, розташованого в Шекоу (також належить China Merchants Holdings), пороми та судна на підводних крилах доставляють пасажирів до Гонконгу, Чжухай, Макао та Гуанчжоу (термінал пов'язаний автобусним сполученням з аеропортом та головним залізничним вокзалом). 2004 року шеньчженських порт обробив 135 млн тонн вантажів (зростання — 20,3 % у порівнянні з попереднім роком), зовнішньоторговельний оборот порту становив 88,5 млн тонн (зростання — 30,5 %), вантажообіг контейнерних терміналів перевищив 13,6 млн. TEU (зростання — 28,2 %), а пасажиропотік становив 3,45 млн осіб (зростання — 40,2 %). 2009 року вантажообіг контейнерних терміналів шеньчженських портів становив 18,25 млн. TEU, 2010 року — 22,51 млн. TEU. Понад 40 міжнародних контейнерних компаній включили шеньчженських порт в 150 своїх судноплавних ліній.

### Авіаперевезення
У районі Баоань, за 35 км від центру Шеньчженя, знаходиться міжнародний аеропорт Шеньчжень Баоань, що відкрився 1991 року. 2010 року аеропорт обслужив понад 26,7 млн пасажирів (п'яте місце в Китаї за пасажирообігом) та понад 800 тис. вантажів (2006 року пасажиропотік становив 18,36 млн осіб). Шеньчжень Баоань пов'язаний з центром міста лінією метро та автобусним сполученням (частина автобусних маршрутів слід в Гонконг та Дунгуань), пороми пов'язують аеропорт з Гонконгом (у тому числі з Міжнародним аеропортом Гонконгу) та Макао. Аеропорт є хабом або важливим пересадочним вузлом для авіакомпаній Shenzhen Airlines, China Southern Airlines, Jade Cargo International, UPS Airlines, Air China, China Eastern Airlines, Hainan Airlines і Xiamen Airlines. Крім того, гелікоптерами гонконзької компанії Sky Shuttle Helicopters можна дістатися з аеропорту Шеньчжень Баоань до морського терміналу Макао.

### Залізничні перевезення
1911 року була відкрита Кантон-Коулунська залізниця, що проходила через Шеньчжень. Сьогодні її 147-кілометрова китайська ділянка знана як залізниця Гуанчжоу — Шеньчжень або Гуаншен  (кит.: 广 深 铁路), яка з'єднує головний вокзал Шеньчженя (Shēnzhèn Zhàn або Shēnzhèn Luóhú Zhàn), розташований в районі Лоху, з Гуанчжоу (з вокзалу Шеньчженя можлива пересадка на гонконзьку «Східну залізничну лінію»). В Дунгуані від лінії Гуаншен відгалужується лінія Пекін — Коулун (або Цзінцзі), відкрита 1996 року. 50-кілометрова лінія Піннань, відкрита 1994 року, з'єднує станцію Пінху (Лунган) зі станцією Чіванов (Наньшань). Основні потоки вантажів переведені на станцію Сунгай (колишній Північний залізничний вокзал), розташовану в районі Лоху.
В XXI столітті в Китаї стали активно будуватися високошвидкісні залізниці зі швидкість руху до 350 км/год. 26 Фотозвіт 2011 року була відкрита 102-кілометрова високошвидкісна траса між Гуанчжоу та новим Північним вокзалом Шеньчженя в районі Лунхуа (Швидкісна залізниця Гуанчжоу — Шеньчжень — Гонконг або експрес Гуаншеньган), яка триває до Уханя і в 2012 приблизно буде доведена до Пекіна. Цю дорогу передбачається поетапно продовжити до Гонконгу до 2016 році. 502-кілометрова швидкісна лінія Сяшень, яку планують відкрити 2013 року, з'єднає Східний вокзал у районі Піншань з містом Сяминь.
З головного шеньчженських вокзалу поїзди відходять в Гуанчжоу (в тому числі і швидкісні експреси, які вирушають кожні 15 хвилин та починаються з літери D), Пекін, Шанхай, Ухань, Чанша, Цзюцзян, Гуйлінь, Шаньтоу, Маомін, із Західного вокзалу (Shenzhen Xi), відкритого 1993 року в районі Наньшань, в Тяньцзінь, Цзінань, Ланьчжоу, Ченду, Нанкін, Хефей, Хуайхуа, Юеян, з Північного вокзалу — в Гуанчжоу, Фучжоу та Ханчжоу. 1998 року розпочала роботу монорейкова дорога «Щаслива лінія» протяжністю 3,9 км, що з'єднала між собою тематичні парки «Фольклорне село Чудовий Китай», «Вікно в світ» та «Щаслива долина» (в парку «Вікно в світ» є своя окрема монорейкова дорога протяжністю 1,7 км, побудована 1993 року швейцарською компанією Intamin).

### Автодорожні перевезення
1994 року була відкрита 122-кілометрова швидкісна автомагістраль Гуаншен Експрессвей, що з'єднала Шеньчжень через Дунгуань з Гуанчжоу. 2007 року відбулося відкриття автомагістралі «Гонконг-шеньчженських західний коридор» протяжністю 5,5 км (включаючи міст завдовжки 3,2 км), яка з'єднала район Шекоу з гонконзьким округом Юньлон. Також діють швидкісні автомагістралі Шеньчжень — Хойчжоу (Shenhui Coastal Highway) і Шеньчжень — Шаньтоу. Національне шосе № 107 з'єднує Шеньчжень з Пекіном, а національне шосе № 205 — з Ціньхуандао. З міжміських автобусних терміналів, розташованих у районах Лоху (поруч з головним залізничним вокзалом) та Футянь, автобуси вирушають в різні міста провінцій Гуандун та Фуцзянь. Існує жваве автобусне сполучення між Шеньчжені та Гонконгу (наприклад, автобуси гонконзької компанії Trans Island Limousine Service з'єднують аеропорт Шеньчжень Баоань з районом Коулун та центр Шеньчженя з Міжнародним аеропортом Гонконгу). Міські автобуси та мікроавтобуси залишаються популярним громадським транспортом, особливо в спальних мікрорайонах, до яких ще не проклали лінії метро (основні оператори — Shenzhen Bus Group, Shenzhen Eastern Bus Group і Shenzhen Western Bus Co)..
Станом на 2006 рік в Шеньчжені було понад 2,8 тис. км автодоріг та понад 200 км швидкісних автомагістралей. У місті налічувалося майже 19,5 тис. одиниць громадського автотранспорту, в тому числі 7,3 тис. великих автобусів, 1,9 тис. мікроавтобусів і 10,3 тис. таксі, малося 44 автобусні станції і 95 транспортних компаній (щодня між Шеньчжень та Гонконгом курсувало понад 300 автобусів, а між Шеньчжень та Гуанчжоу — понад 150). Також в Шеньчжені налічувалося 70 тис. вантажних автомобілів загальною вантажопідйомністю в 200 тис. тонн, контейнерними перевезеннями займалися 83 компанії із загальним автопарком в 2,2 тис. машин.

### Метрополітен

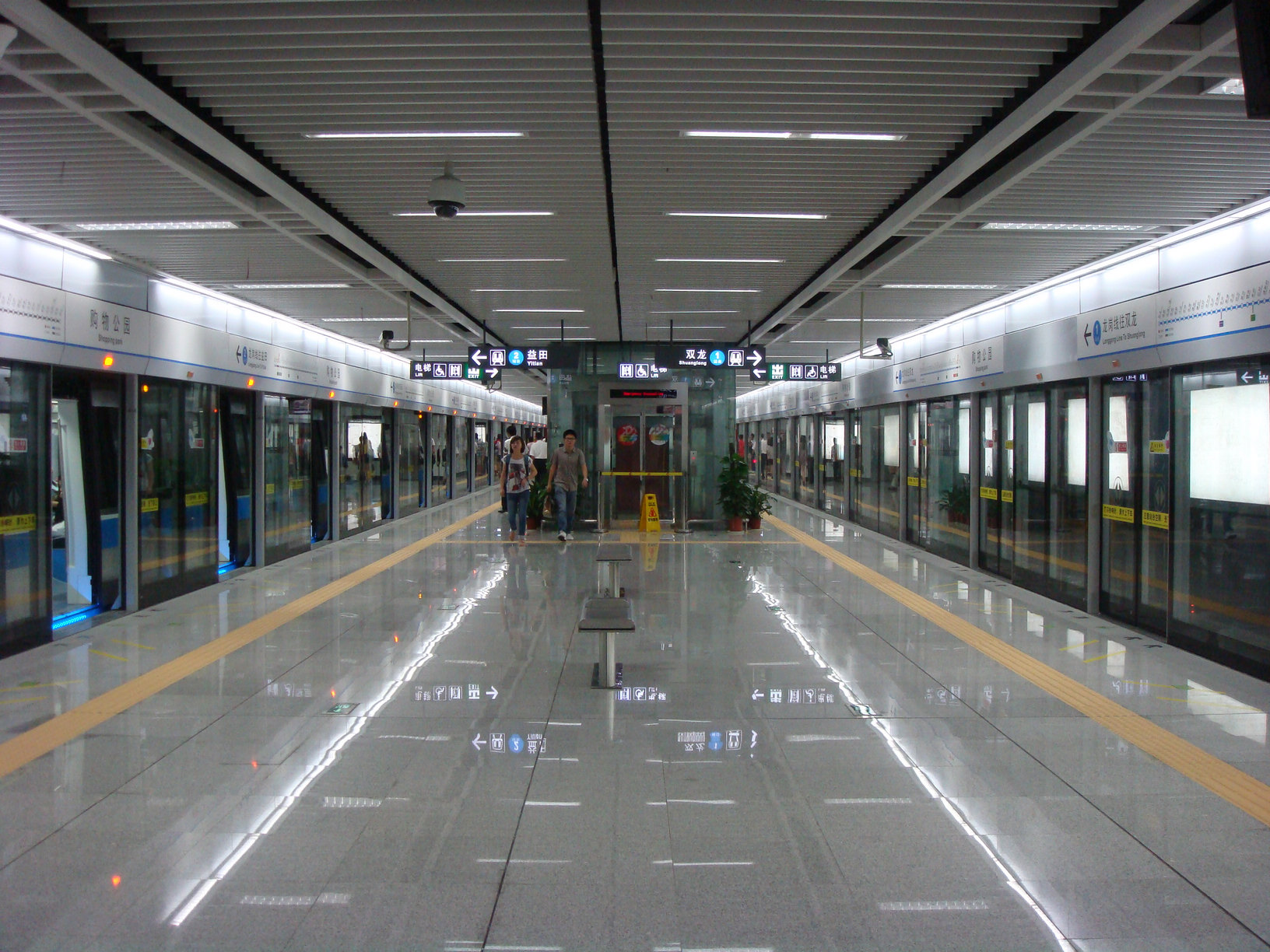
Одна із станцій метро

Шеньчженський метрополітен був відкритий в грудні 2004 року, ставши шостим метрополітеном континентального Китаю після Пекіна, Тяньцзіня, Шанхая, Гуанчжоу та Ухані. 2008 року середній пасажиропотік становив 342 тис. осіб на день. Значне розширення метрополітену сталося до початку Універсіади 2011 року, коли було введено в експлуатацію 110 км шляхів. Станом на 2011 рік шеньчженських метрополітен складався з п'яти ліній загальною протяжністю понад 178 км і 137 станцій. У будні дні метрополітен працює з 6:30 до 23:00, а по вихідних — до 24:00. Компанія Shenzhen Metro керує чотирма лініями (в тому числі лінією Лунган — через окрему філію), а гонконзька MTR Corporation — лінією Лунхуа, яку вона 2010 року взяла в концесію.

### Сполучення з Гонконгом

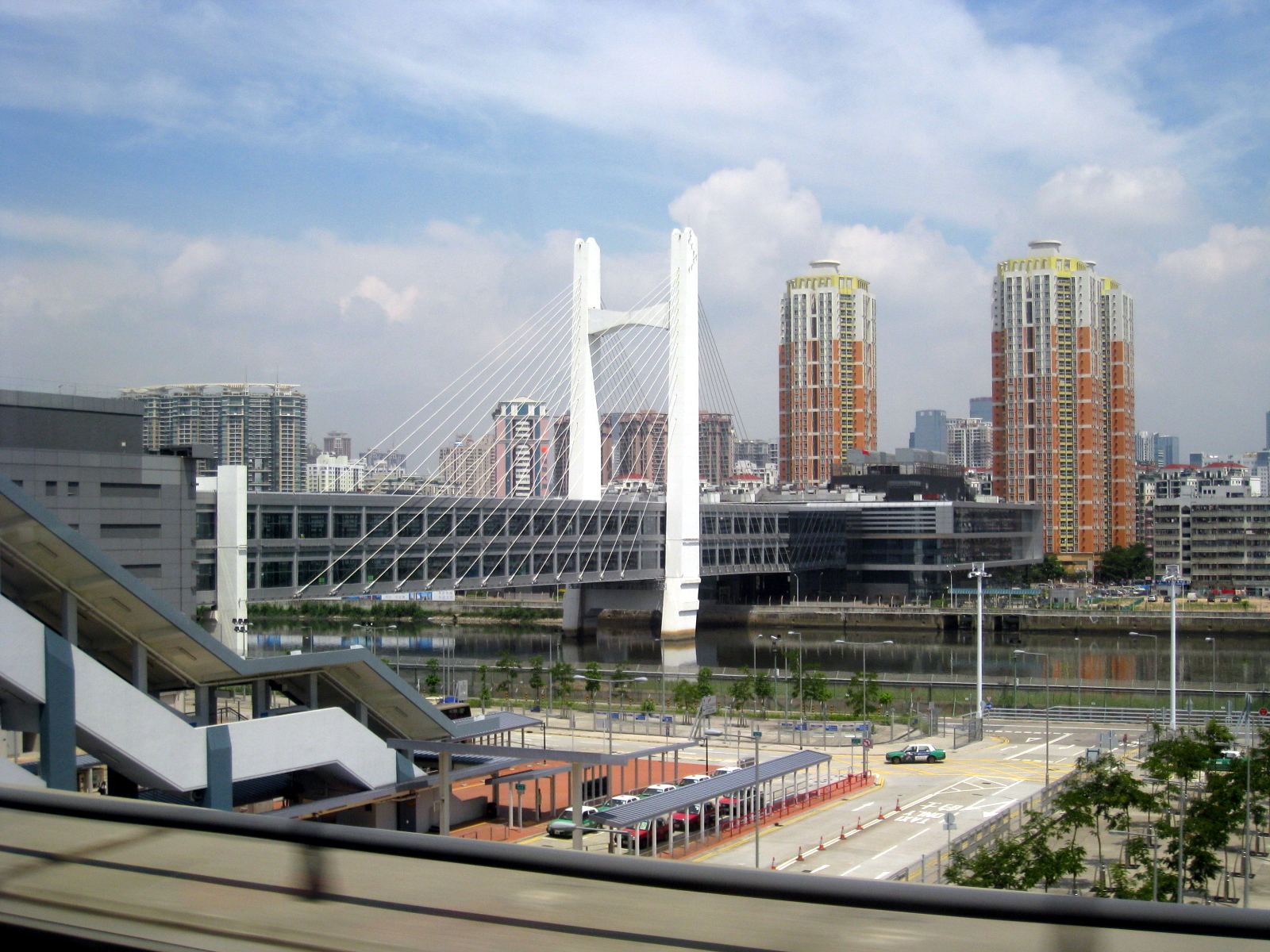
Прикордонний перехід в Гонконг

На кордоні між Шеньчжені та Гонконгу існує шість наземних контрольно-пропускних пунктів, у тому числі два залізничних (обидва вони вимагають від пасажирів пішого переходу, оскільки прямого залізничного сполучення між містами немає, а міжміські поїзди з Гонконгу слідують через Шеньчжень без зупинок). 2006 року кордон щодня перетинали в обох напрямках близько 20,5 тис. транспортних засобів, з яких 65 % припадало на вантажні автомобілі, 27 % — на легкові автомобілі, решта — на автобуси (вантажні автомобілі щодня перевозили 17 тис. контейнерів в день, в той час як порт Гонконгу обробляв 23 тис. контейнерів в день). Найжвавішими прикордонними переходами між Шеньчжені та Гонконгу були комплекси Huanggang Port (Футянь), Futian Port (Футянь) та Shatoujiao Port (Яньтянь), на які припадало 76 %, 18 % і 6 % трафіку відповідно (з лютого 2003 року комплекс Huanggang Port став працювати цілодобово). У тому ж 2006 році середній щоденний пасажиропотік через кордон перевищував 200 тис. осіб в обох напрямках, з яких 63 % трафіку припадало на Luohu Port (Лоху) і 33 % — на Huanggang Port (78 % перетинали кордон були громадянами Гонконгу, 20 % — громадянами Китаю та 2 % — громадянами інших країн). Всього 2006 року через різні прикордонні пункти пройшло 153 млн осіб і 14,3 млн автомобілів.

### Телекомунікації та поштові послуги
Станом на 2007 рік в Шеньчжені на кожні 100 осіб припадав 221 телефон; налічувалося майже 15 млн користувачів мобільних телефонів, понад 3,77 млн користувачів фіксованого зв'язку (при більш ніж 4,8 млн стаціонарних телефонах) та понад 2,3 млн користувачів широкосмугового інтернету (ще понад 6 млн користувачів заходили в мережу через точки громадського доступу — інтернет-кафе та Wi-Fi). 2009 року в Шеньчжені налічувалося майже 2,5 млн користувачів широкосмугового інтернету, і за цим показником місто було одним з лідерів у Китаї. 2006 року дохід від поштових послуг становив майже 38 млрд юанів (зростання — 18,3 % у порівнянні з попереднім роком); поштові відділення Шеньчженя обробили 140 млн листів та майже 11 млн експрес-відправлень, реалізували 160 млн примірників газет і 11 млн примірників журналів. 2009 року оборот 736 поштових відділень міста становив 67,65 млрд юанів (зростання — 10,6 % у порівнянні з попереднім роком).

## Культура та мистецтво

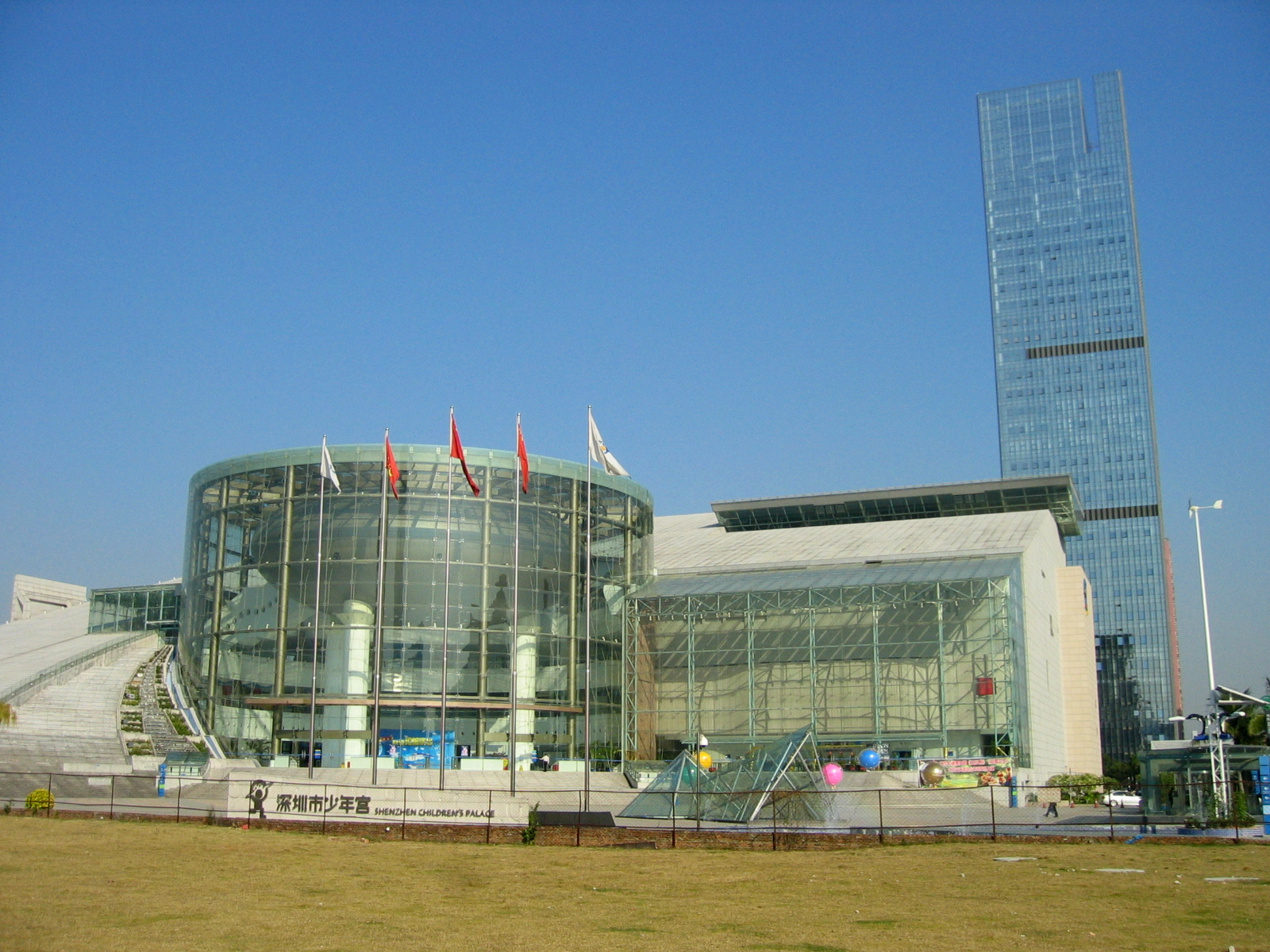
Дитячий палац

У Шеньчжені щорічно проводиться понад 170 різних фестивалів та ярмарків, включаючи Міжнародний ярмарок індустрії культури, Міжнародний фестиваль туризму та культури, Пляжний музичний фестиваль, міжнародний пивний фестиваль «Вікно у світ» та карнавал «Міста заморських китайців». У місті налічується понад 630 бібліотек (серед найбільших — Шеньчженська бібліотека, Шеньчженська науково-технічна бібліотека, бібліотека шеньчженського університету, Шеньчженська дитяча бібліотека та бібліотека району Лоху). У районі Футянь, який вважається культурним центром міста, розташовані шеньчженський культурний центр, шеньчженський центр виставок та конференцій і Шеньчженський дитячий палац, в районі Наньшань сформувався великий культурний кластер OCT Culture & Tourist Center. Подрайон Дафен (Dafen Oil Painting Village або大 芬 社区), що входить до складу району Лунган, славиться на весь Китай поселенням художників, що виготовляють близько 60 % копій знаменитих картин у світі (тут розташовано близько 40 фабрик та кілька сот студій та галерей різного рівня, де працюють понад 15 тис. художників та ремісників). 1982 року в місті був заснований Шеньчженських симфонічний оркестр (深圳 交响乐团), який виступає у Великому театрі. Завдяки гонконзьким інвестиціям, зробленим в 80-х роках, сьогодні Шеньчжень є найбільшим в Китаї центром з виробництва мультфільмів, анімації та програмного забезпечення для комп'ютерних ігор.

### Музеї та виставкові зали
- Шеньчженський музей (Футянь), що спеціалізується на історії стародавнього Китаю, дельти Перлинної річки та розвитку Шеньчженської ВЕЗ[180][187].
- Шеньчженський науковий музей (Футянь), що спеціалізується на технічних досягненнях та наукових лекціях[188].
- Художній музей Гуань Шаньюе (Футянь), де виставлені роботи цього сучасного майстра живопису та регулярно проводяться виставки інших митців[189].
- Художній музей Хе Сяньньінг (Наньшань), вважається другим за значенням музеєм сучасного мистецтва в країні[180][190].
- Галерея мистецтва та дизайну «Міста заморських китайців» (Наньшань), що спеціалізується на промисловому, домашньому та модному дизайні[191].
- Термінал сучасного мистецтва «Міста заморських китайців» (Наньшань), що спеціалізується на сучасному мистецтві та дизайні[192][193].
- Художній центр Хуася (Наньшань).
- Музей стародавнього міста Нанту (Наньшань), в якому представлені експонати, що висвітлюють історію Шеньчженя з IV по XIX століття, а також стародавні археологічні артефакти[194].
- Шеньчженський художній музей (Лоху)[195].
- Музей культури хакка (Лунган), в якому представлені зразки архітектури та предметів побуту цього народу[196].

### Театри та концертні зали
- Великий театр, що спеціалізується на кантонській драмі та симфонічній музиці (Лоху); відкритий 1989 року, відреставрований 2006 року, театральний зал розраховано на майже 1,2 тис. місць, концертний — на більш ніж 600 місць[197][198].
- Шеньчженська трупа кантонської опери (Лоху)[199].
- Шеньчженський концертний зал, що входить до складу Шеньчженського культурного центру, спеціалізується на симфонічній музиці та театральних постановках (Футянь); побудований 2007 року за проєктом японського архітектора Арата Ісодзакі, симфонічний зал розрахований на 1680 місць, театральна студія — на 580 місць[180][200][201][202].
- Театр Наньшань, що спеціалізується на музичних концертах та циркових виставах, відкритий 2008 року; головний зал розрахований на 15 тис. місць[180][203].
- Музичний клуб C: Union розташований в «Місті заморських китайців» (Наньшань) та спеціалізується на виступах китайських та зарубіжних виконавців[204].
- Палац культури трудящих.

## Міста-побратими
| - Х'юстон, США (1986) - Брешія, Італія (1991) - Брисбен, Австралія (1992) - Познань, Польща (1993) - В'єнна, Франція (1994) - Кінгстон, Ямайка (1995) - Ломе, Того (1996) |  | - Нюрнберг, Німеччина (1997) - Валлонський Брабант, Бельгія (2003) - Кван'ян, Південна Корея (2004) - Цукуба, Японія (2004) - Богор, Індонезія (2005) - Джохор-Бару, Малайзія (2006) - Перм, Росія (2006) |  | - Турин, Італія (2007) - Тімішоара, Румунія (2007) - Ротерхем, Велика Британія (2007) - Ріно, США (2008) - Монтевідео, Уругвай (2009) - Самара, Росія (2010) - Ульяновськ, Росія |